# Rennrodel-Weltmeisterschaften 2025
Die 53. Rennrodel-Weltmeisterschaften wurden vom 6. bis zum 8. Februar 2025 im Whistler Sliding Centre in Kanada ausgetragen.
Die von der Fédération Internationale de Luge vergebenen interkontinentalen Titelkämpfe fanden zum zweiten Mal nach 2013 auf der Olympia-Bahn von 2010 statt. Es wurden Wettbewerbe in den Einsitzern für Männer und Frauen, dem Doppelsitzer für Männer und Frauen, der Disziplin der Teamstaffel sowie im neu eingeführten Mixed-Wettbewerb der Einsitzer und Doppelsitzer ausgetragen. Abgesehen von der Teamstaffel und dem Mixed-Wettbewerb gab es jeweils zwei Entscheidungsläufe.

## Vergabe

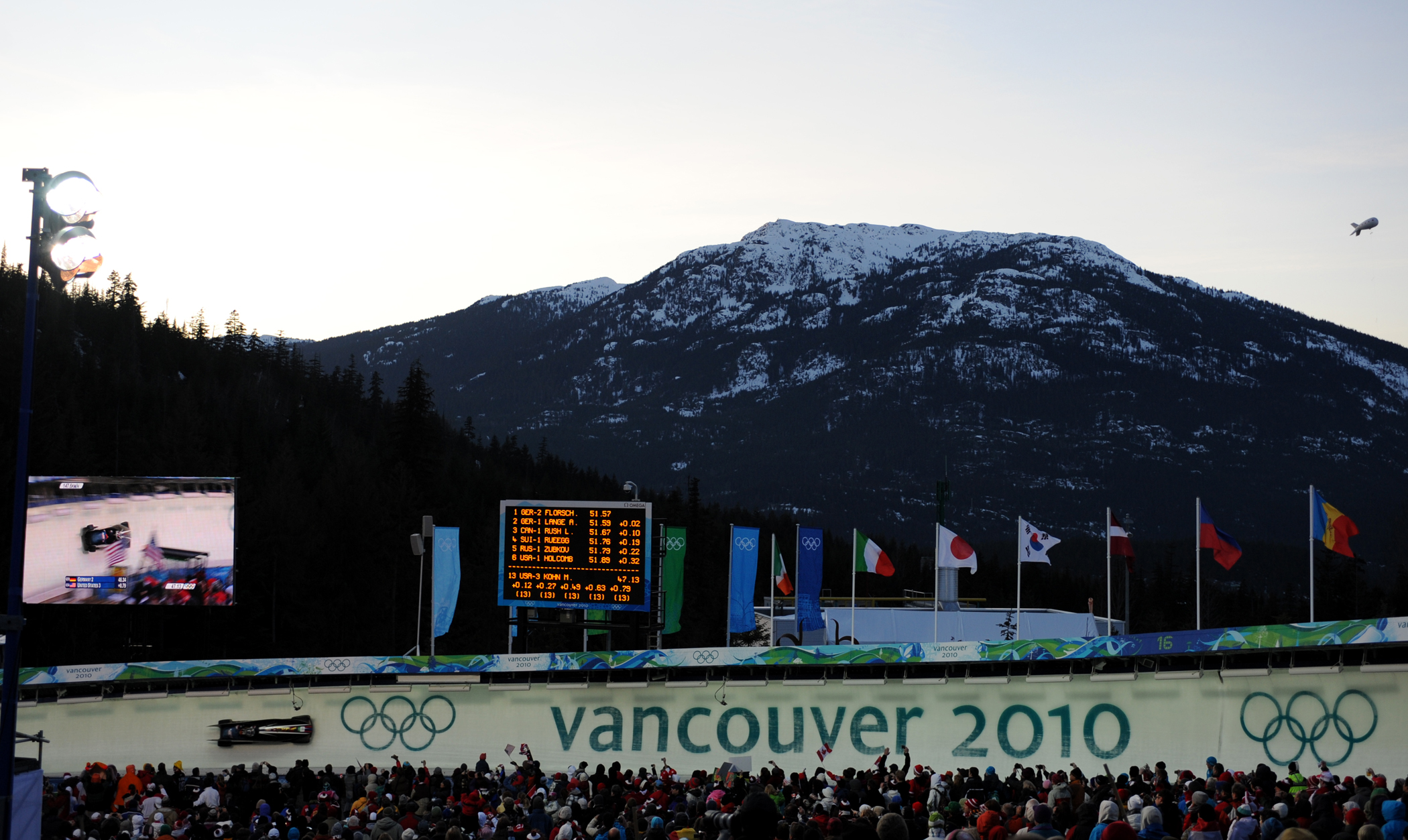
Bob- und Rennschlittenbahn im Whistler Sliding Centre

Ursprünglich hatte sich Calgary mit der Bob- und Rennschlittenbahn im Canada Olympic Park, der Olympia-Bahn von 1988, um die Austragung der Rennrodel-Weltmeisterschaften 2021 beworben und im Juni 2017 den Zuschlag für die Ausrichtung erhalten. Nachdem es beim geplanten Umbau der zweiten kanadischen Bob- und Rodelbahn jedoch im Laufe der Saison 2018/19 zu gravierenden Finanzierungsproblemen gekommen war, mit denen die Stilllegung der Bahn einherging, wurden die Weltmeisterschaften 2021 im Juni 2019 zunächst nach Whistler verlegt. Durch die COVID-19-Pandemie und die damit einhergehenden Reisebeschränkungen für Kanada entschied die Exekutive des Internationalen Rennrodelverbands im September 2020 jedoch, die Weltmeisterschaften 2021 nicht in Kanada austragen zu können und verlegte sie an den Königssee.

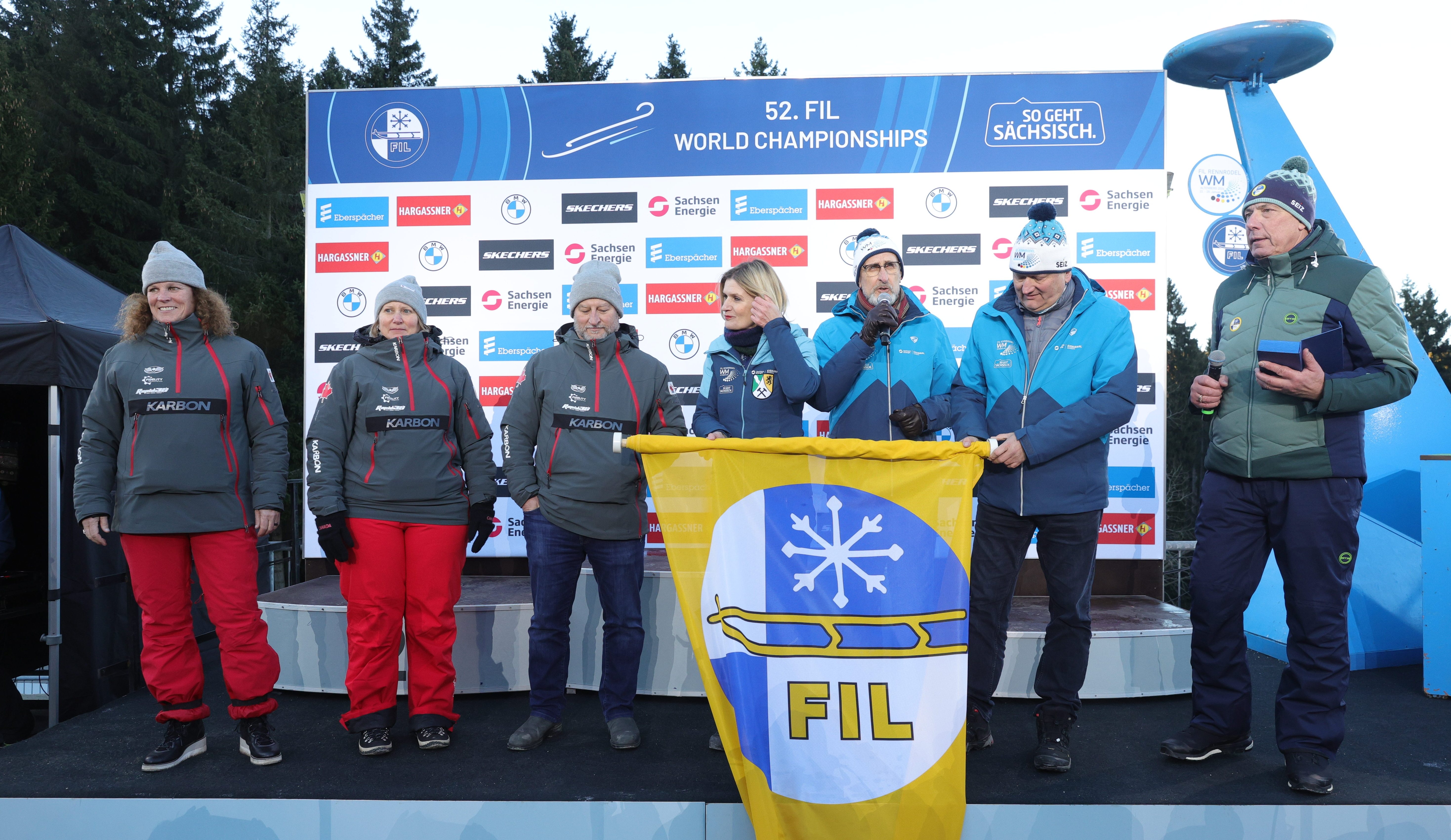
Staffelstabübergabe an Whistler während der Weltmeisterschaften 2024 in Altenberg

Für die Austragung der Rennrodel-Weltmeisterschaften 2025 hatten sich vier Bahnen beworben: Neben dem Whistler Sliding Centre waren dies Lake Placid (Vereinigte Staaten) mit der Olympia-Bobbahn Mount Van Hoevenberg, Sigulda (Lettland) und St. Moritz–Celerina (Schweiz) mit dem Olympia Bob Run St. Moritz–Celerina. Lake Placid war bereits 1983 und 2009 Austragungsort der interkontinentalen Titelkämpfe. Auch Sigulda trug bereits zwei Mal Weltmeisterschaften aus, 2003 und 2015. St. Moritz–Celerina war 2000 Austragungsort. Die Entscheidung zwischen den vier Bewerbern war für den 25. September 2021 auf der Agenda des Jahreskongresses der Fédération Internationale de Luge de Course. Am Kongresstag zogen Sigulda und Lake Placid ihre Bewerbungen zugunsten von Whistler zurück, das sich in einer Abstimmung mit 14:11 gegen den verbliebenen Schweizer Konkurrenten durchsetzte.
Im August 2023 gab die Fédération Internationale de Luge den Zeitraum 6. bis 8. Februar 2025 als Austragungszeitraum der 53. Rennrodel-Weltmeisterschaften bekannt.

## Titelverteidiger
Bei den vorangegangenen Weltmeisterschaften 2024 auf der Rennschlitten- und Bobbahn Altenberg siegten Lisa Schulte im Frauen-Einsitzer, Max Langenhan im Männer-Einsitzer, Selina Egle und Lara Kipp im Frauen-Doppelsitzer sowie Juri Gatt und Riccardo Schöpf im Männer-Doppelsitzer.

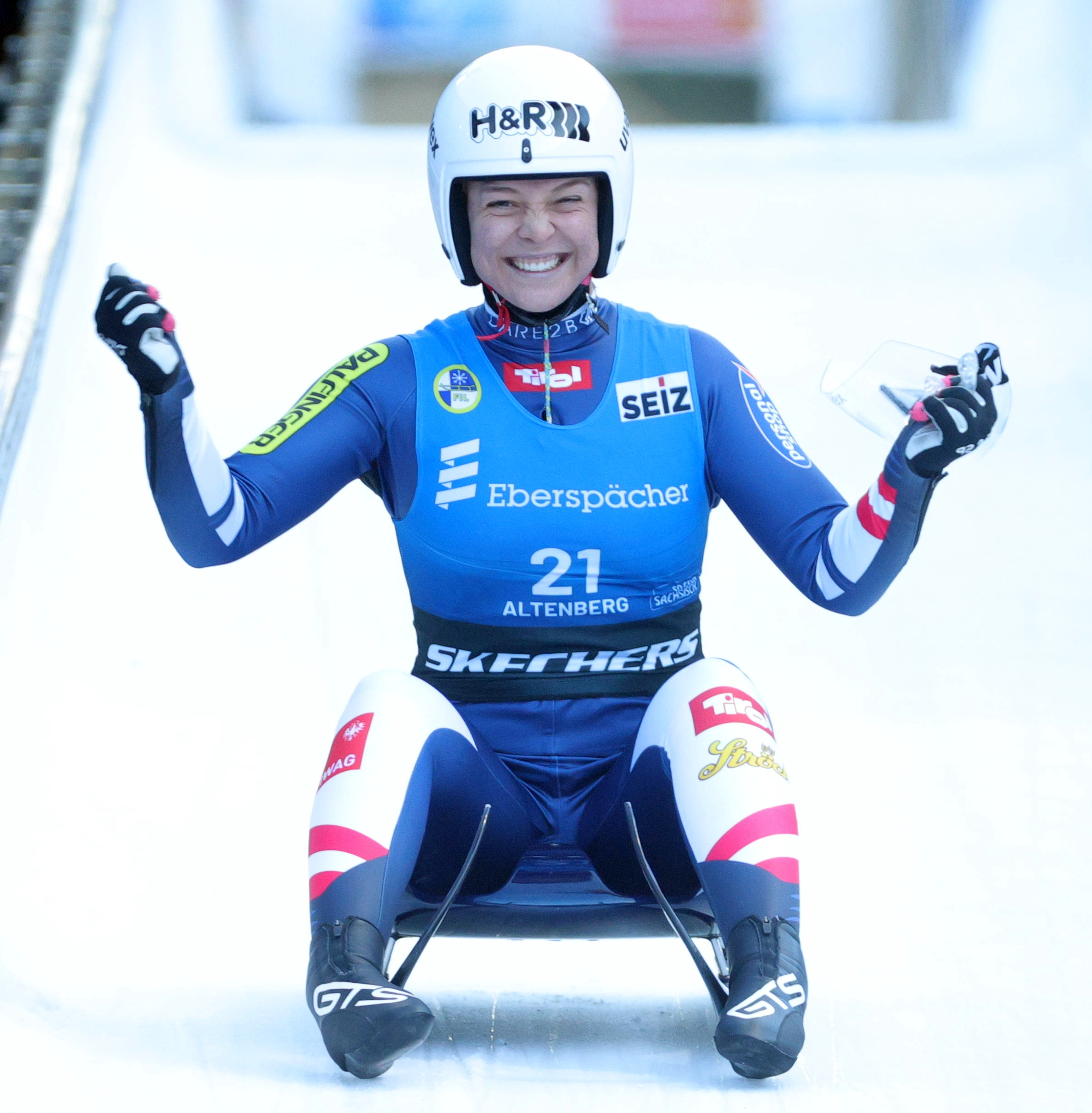
Lisa Schulte
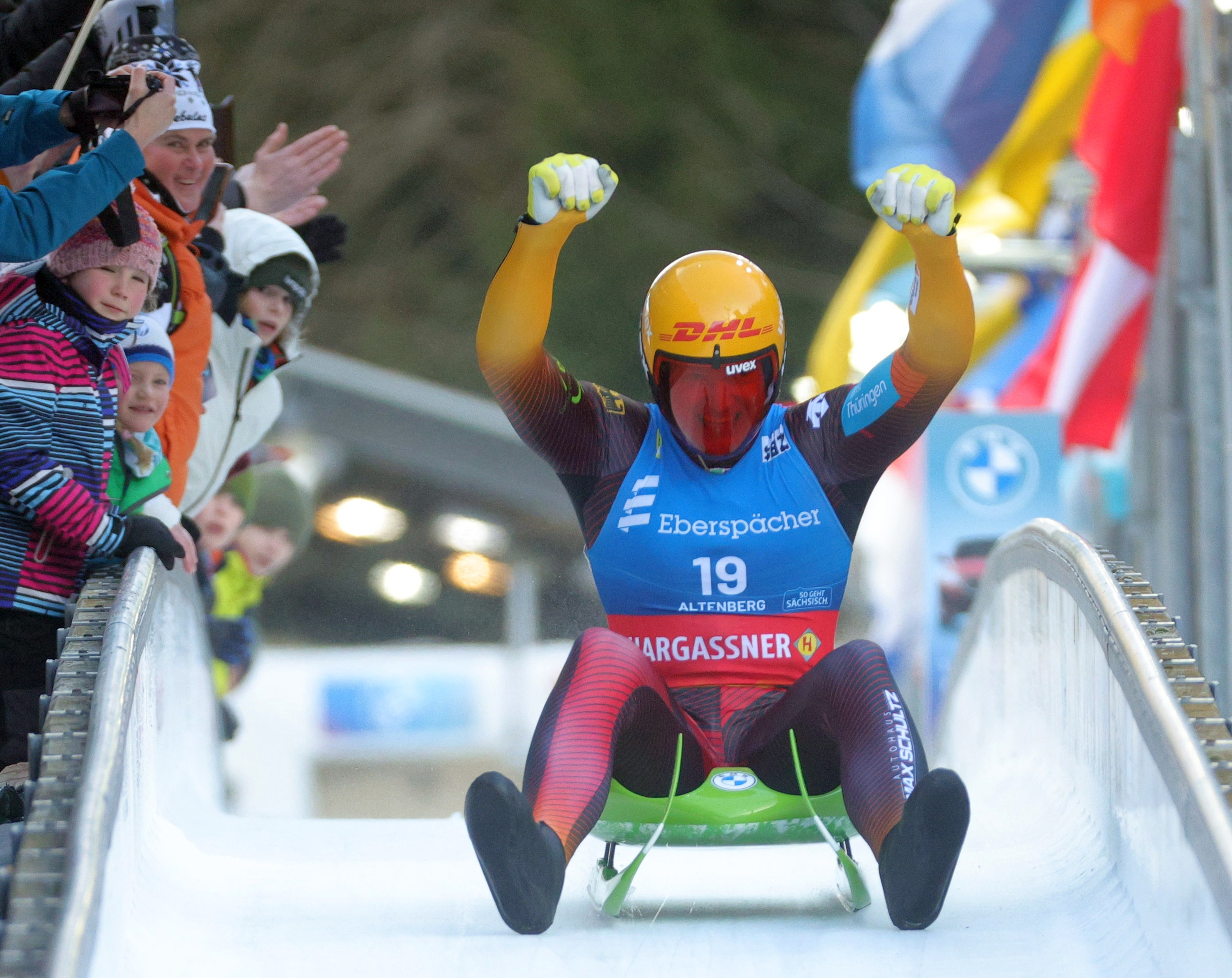
Max Langenhan
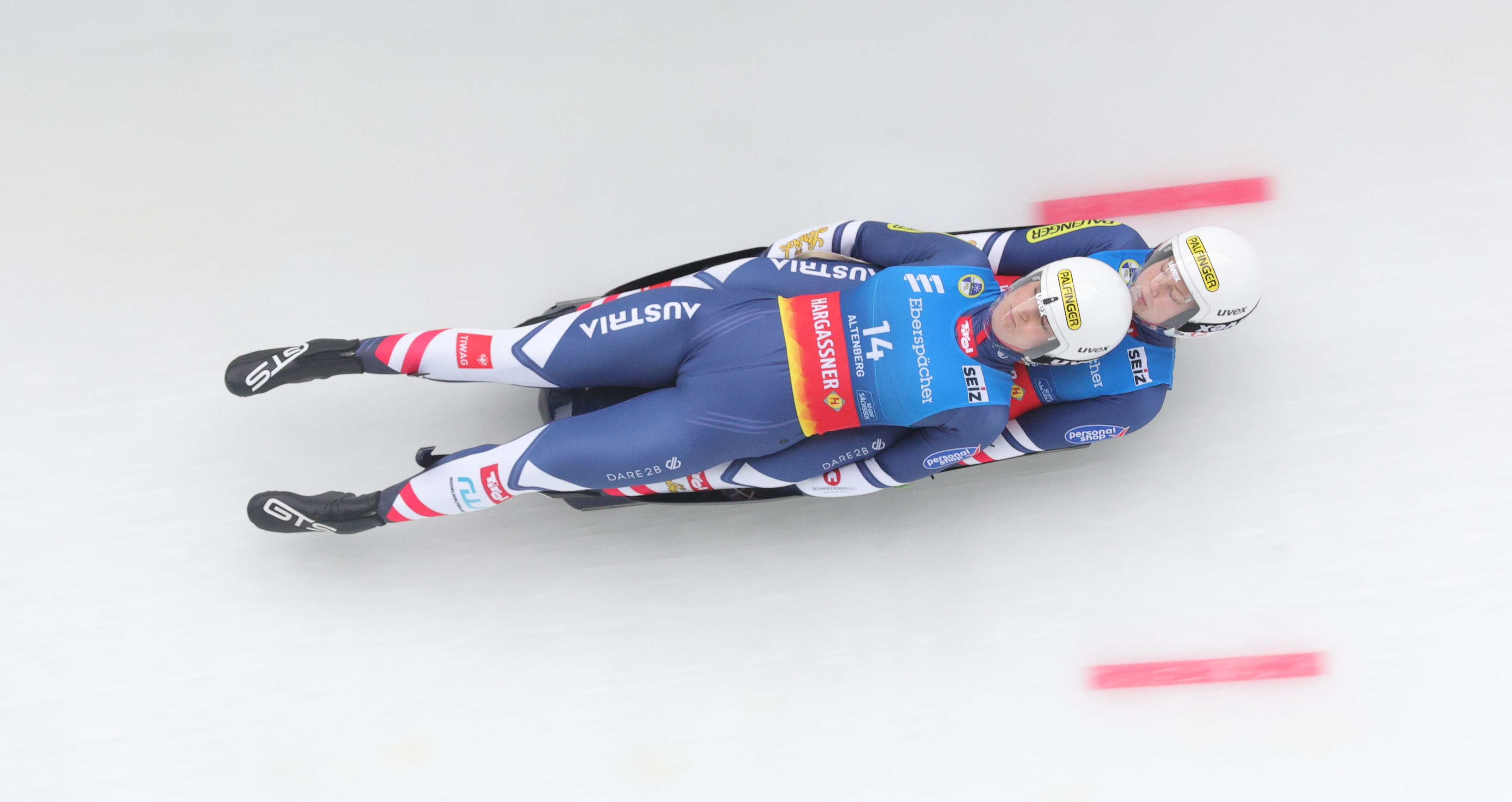
Selina Egle und Lara Kipp
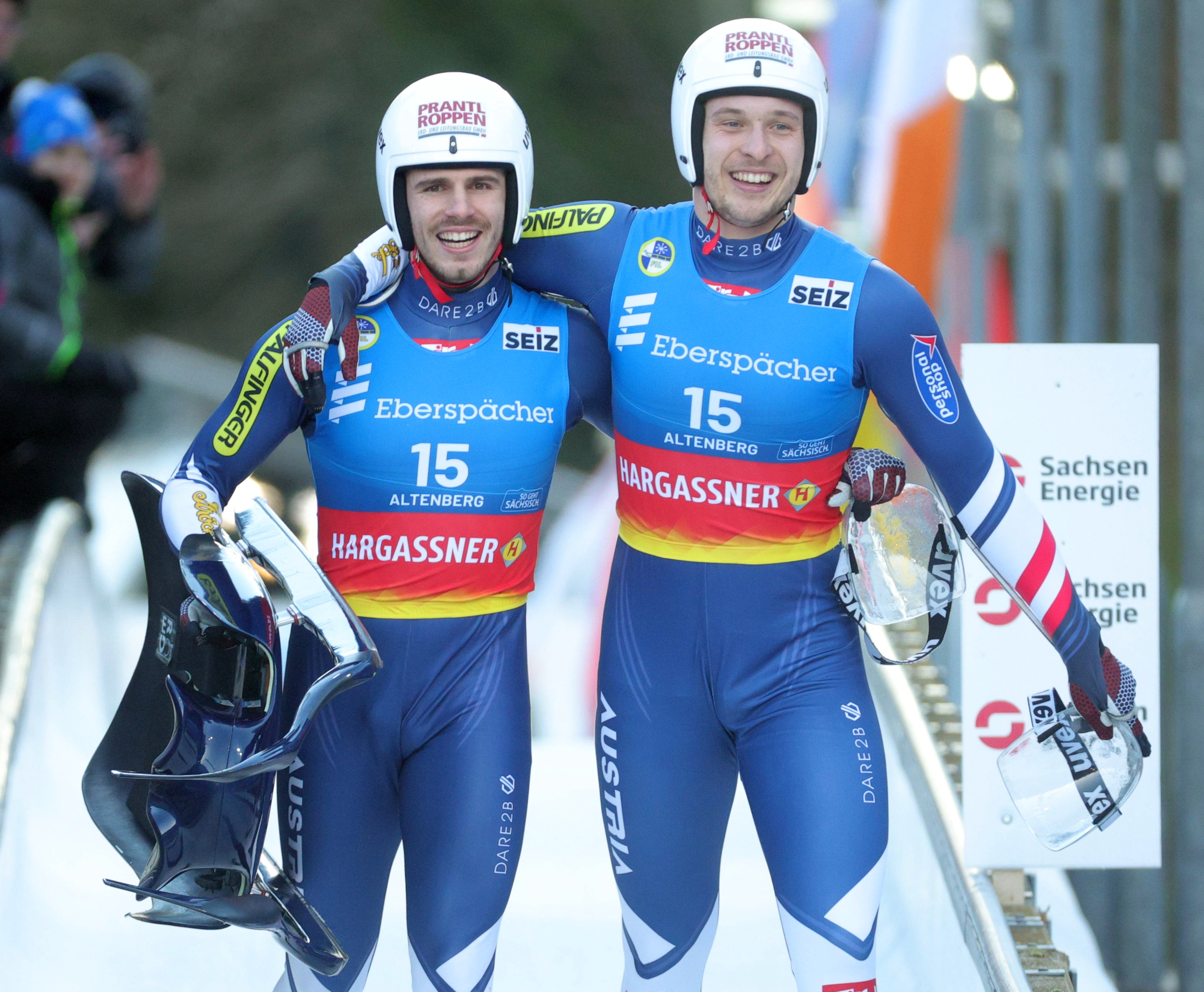
Juri Gatt und Riccardo Schöpf

In den Sprintwettbewerben siegten Julia Taubitz im Frauen-Einsitzer, David Gleirscher im Männer-Einsitzer, Andrea Vötter und Marion Oberhofer im Frauen-Doppelsitzer sowie Mārtiņš Bots und Roberts Plūme im Männer-Doppelsitzer. Der Sprintwettbewerb wird 2025 nicht mehr ausgetragen, stattdessen gibt es für Ein- und Doppelsitzer jeweils einen Mixed-Wettbewerb.

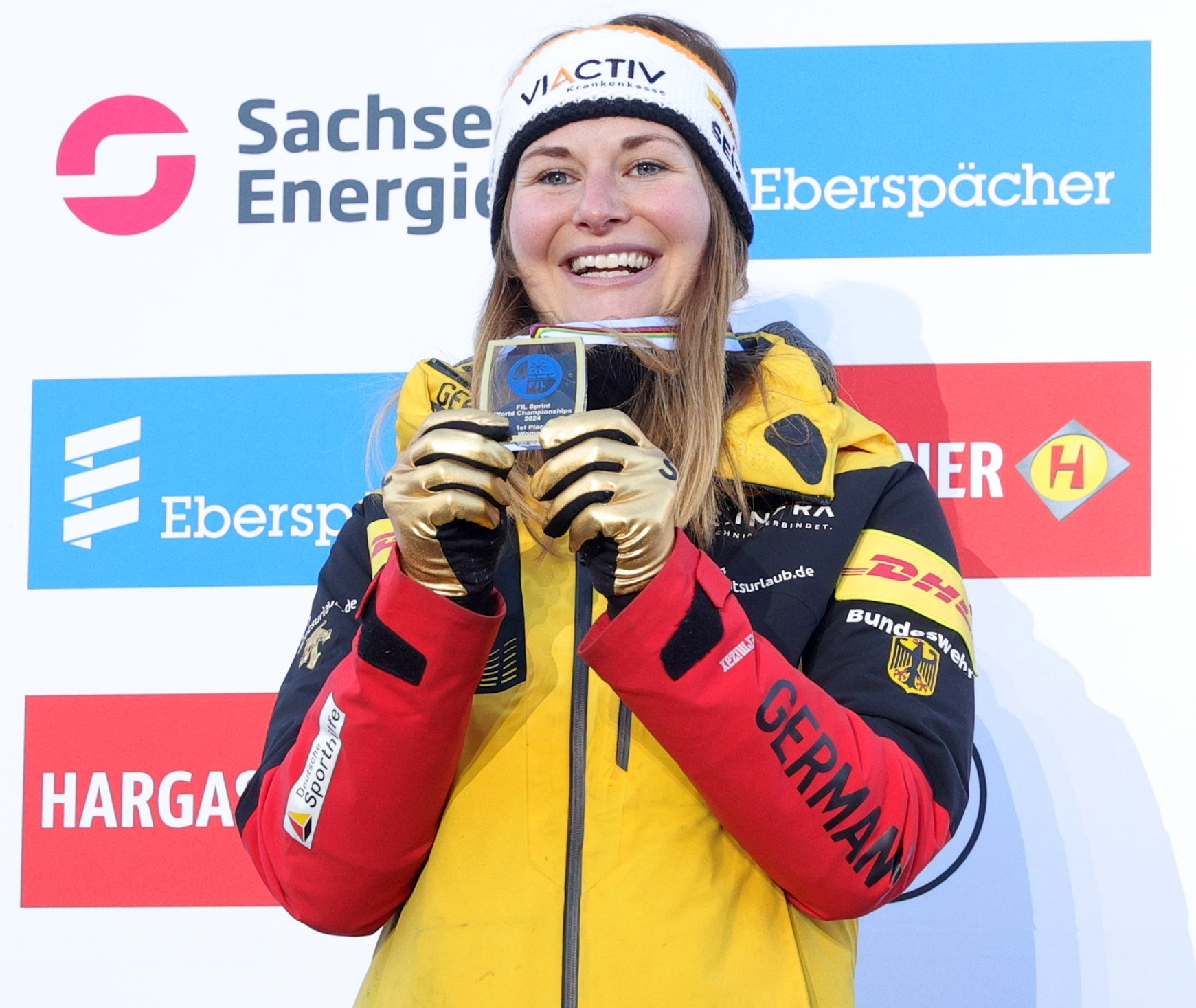
Julia Taubitz
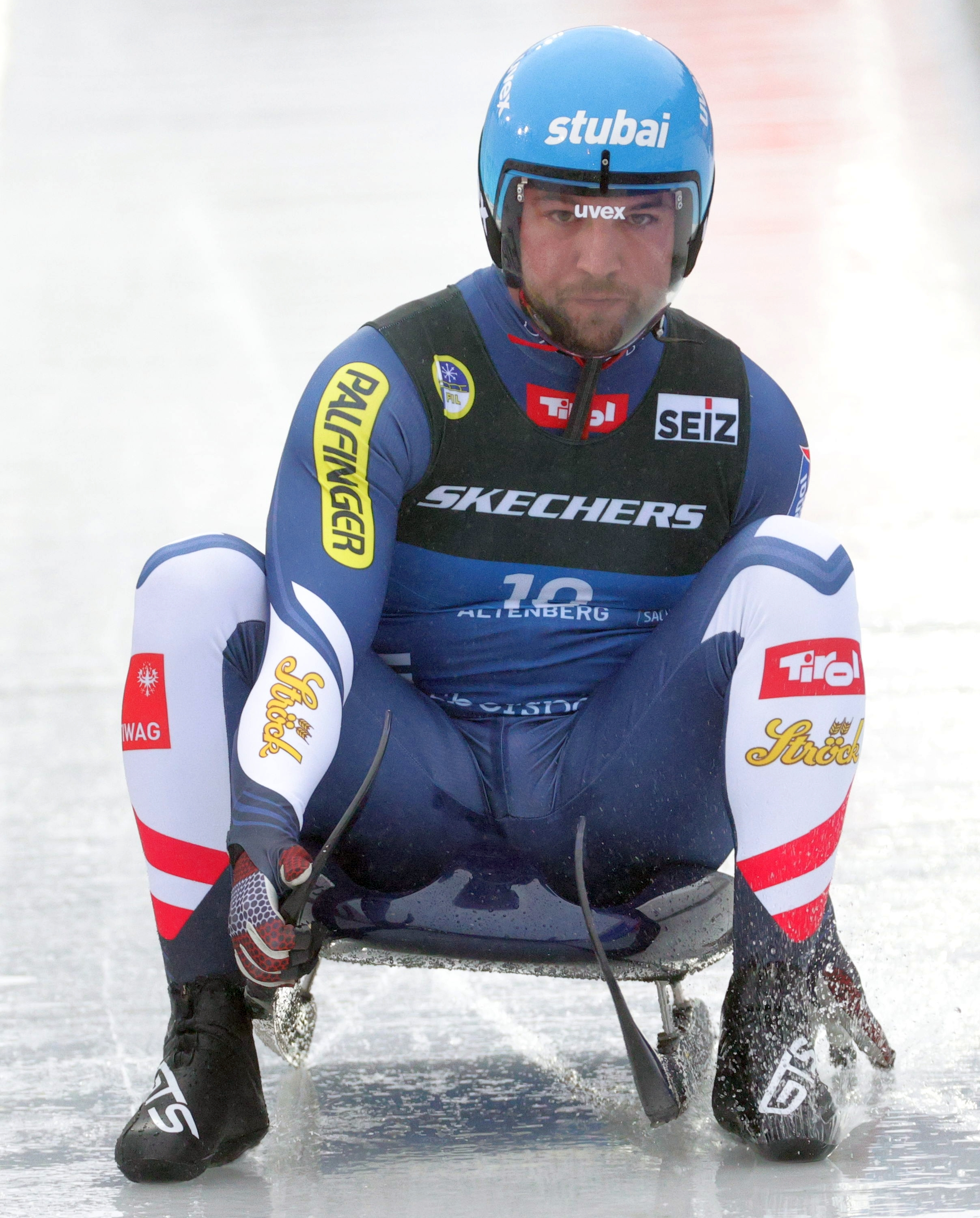
David Gleirscher
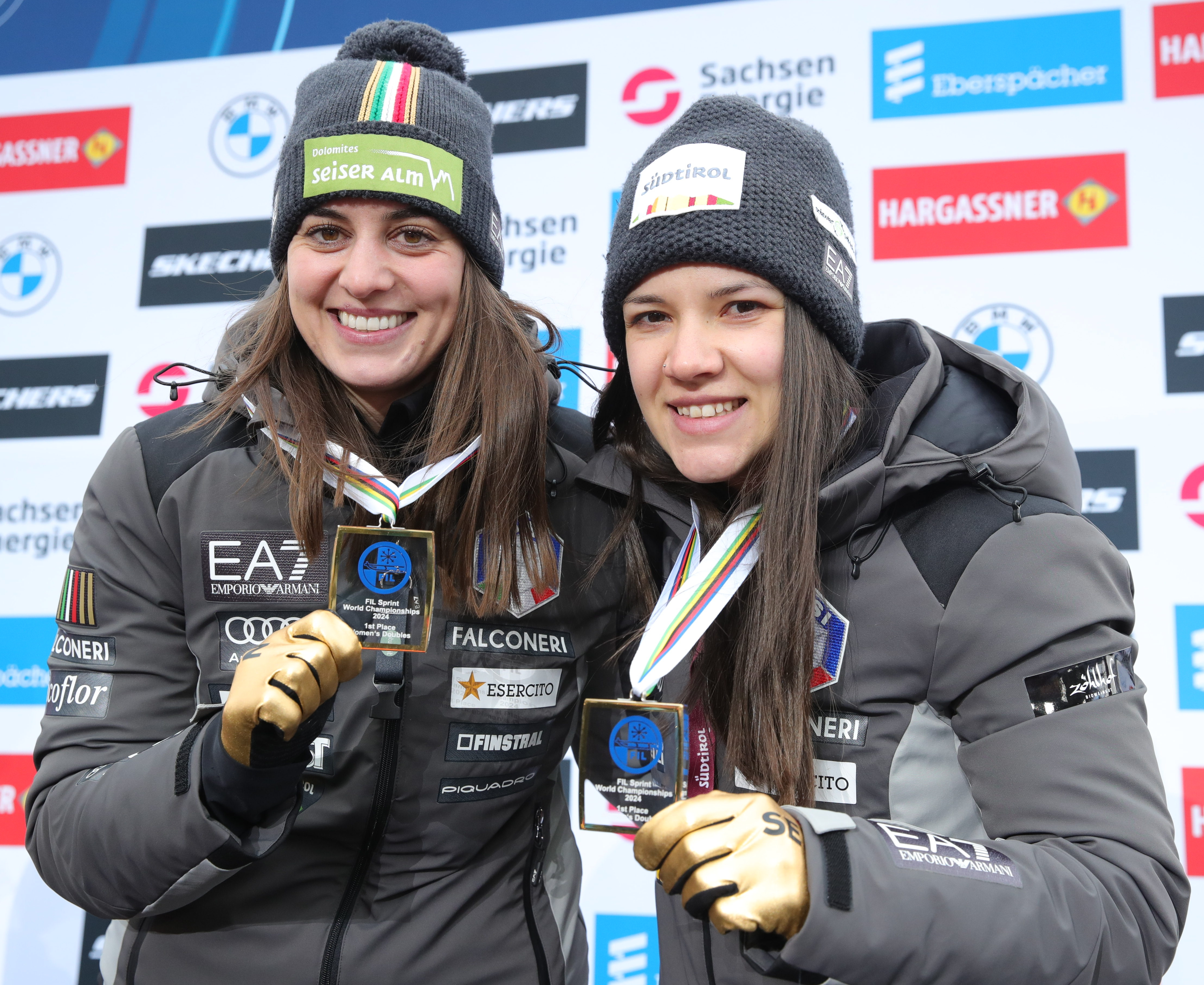
Andrea Vötter und Marion Oberhofer
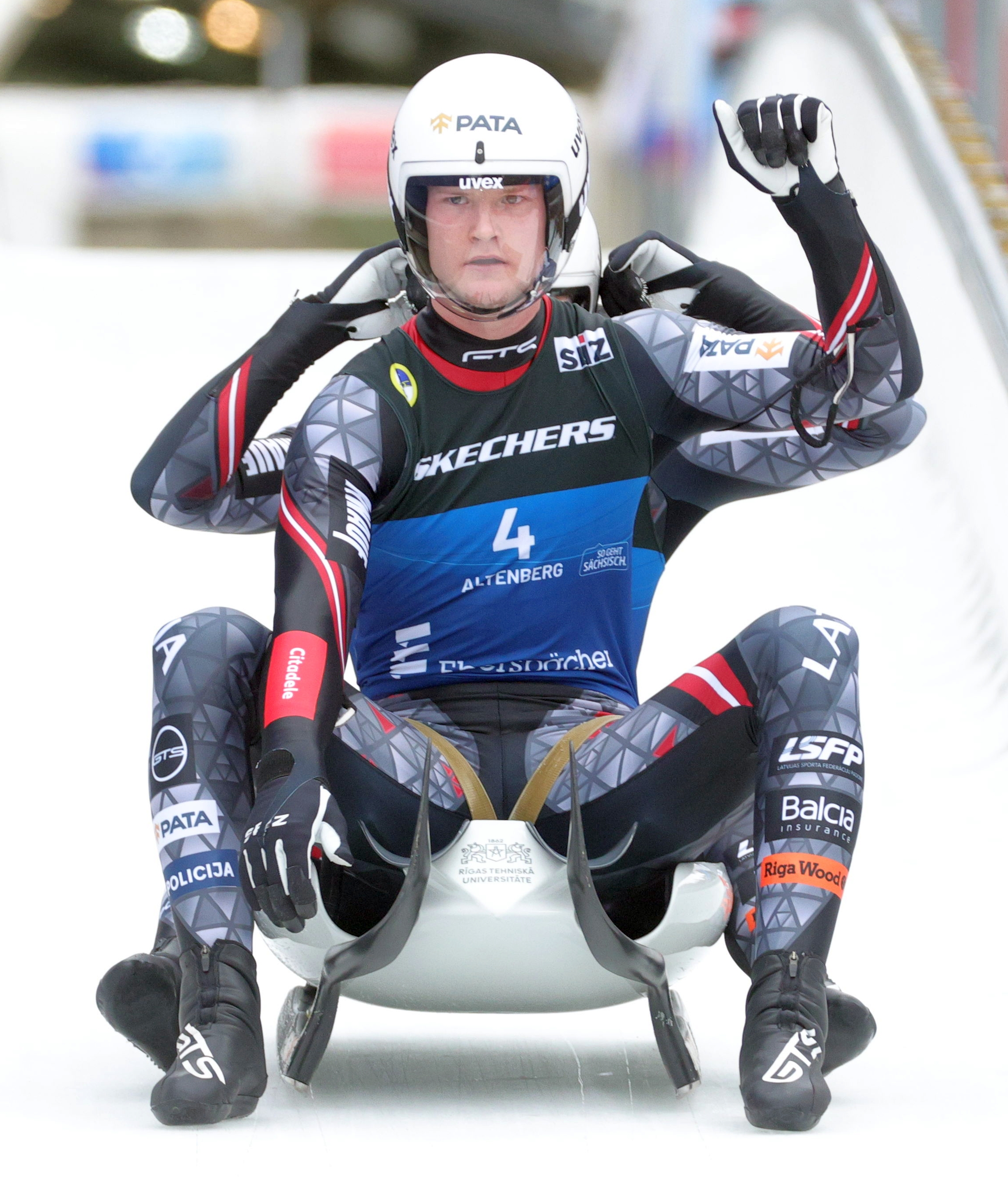
Mārtiņš Bots und Roberts Plūme

Im Teamstaffelwettbewerb siegte Deutschland in der Besetzung Julia Taubitz, Tobias Wendl / Tobias Arlt, Max Langenhan sowie Dajana Eitberger / Saskia Schirmer.

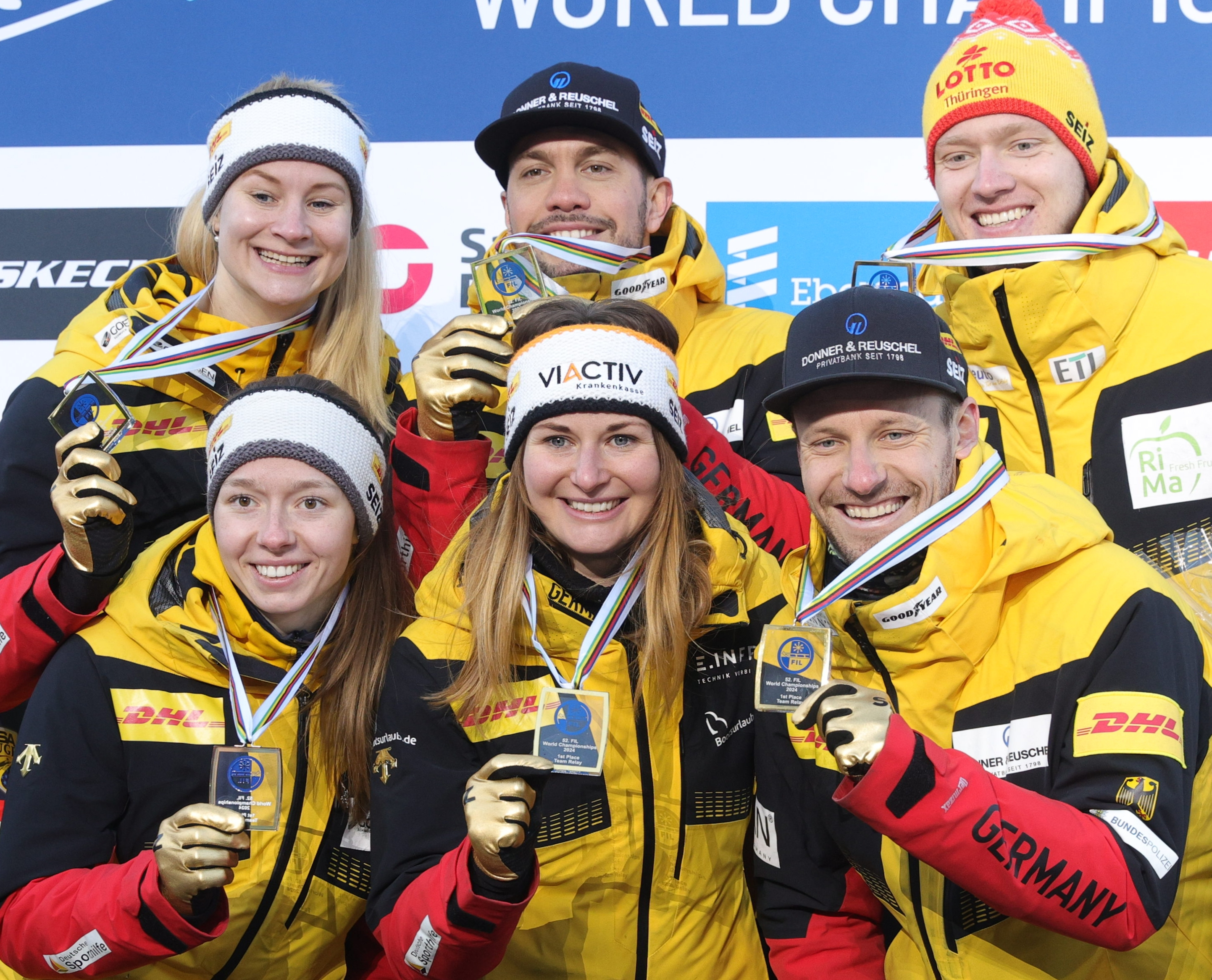
Teamstaffel Deutschland
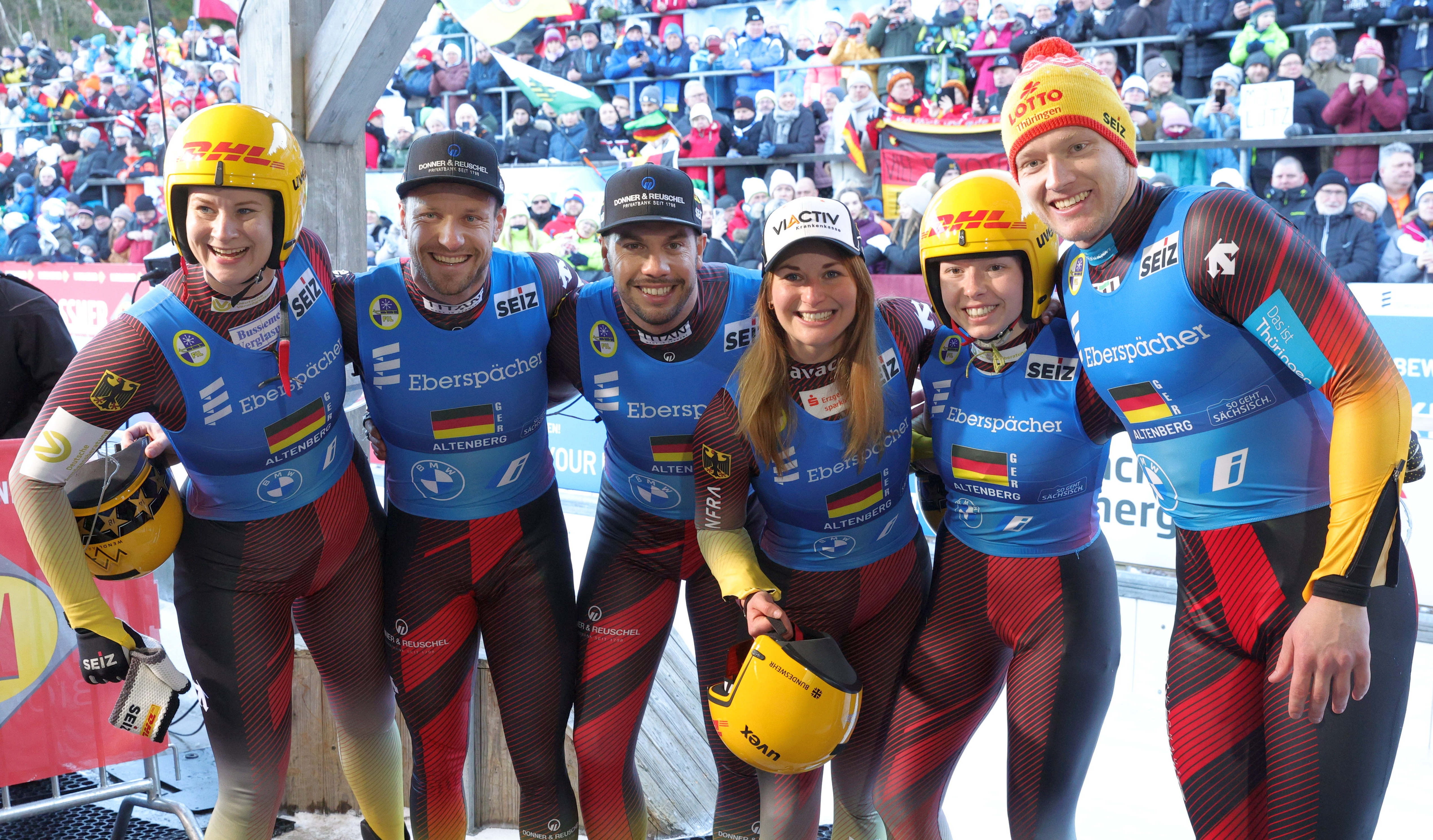
Teamstaffel Deutschland
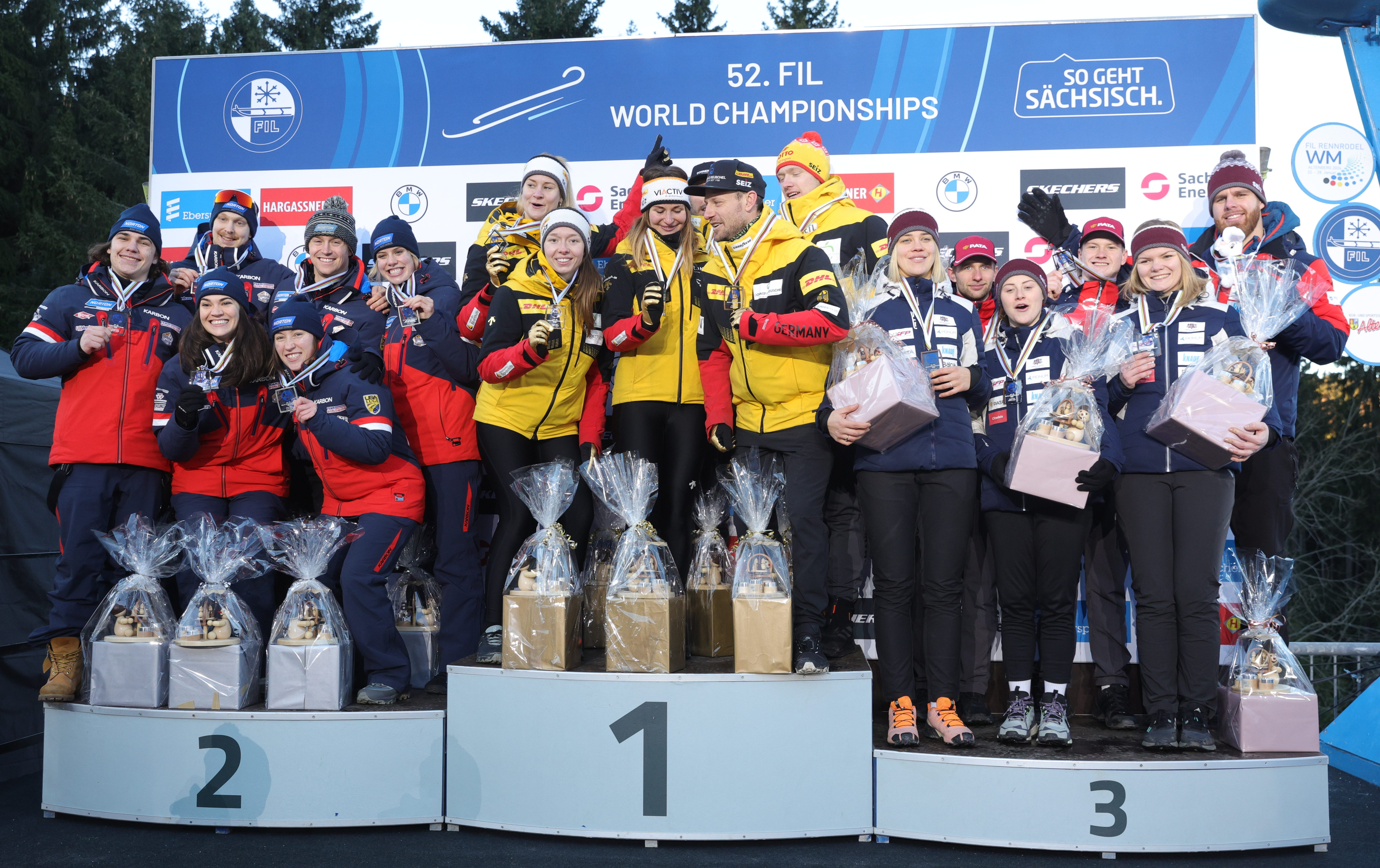
Podium bei WM 2024

## Ergebnisse

### Mixed Einsitzer

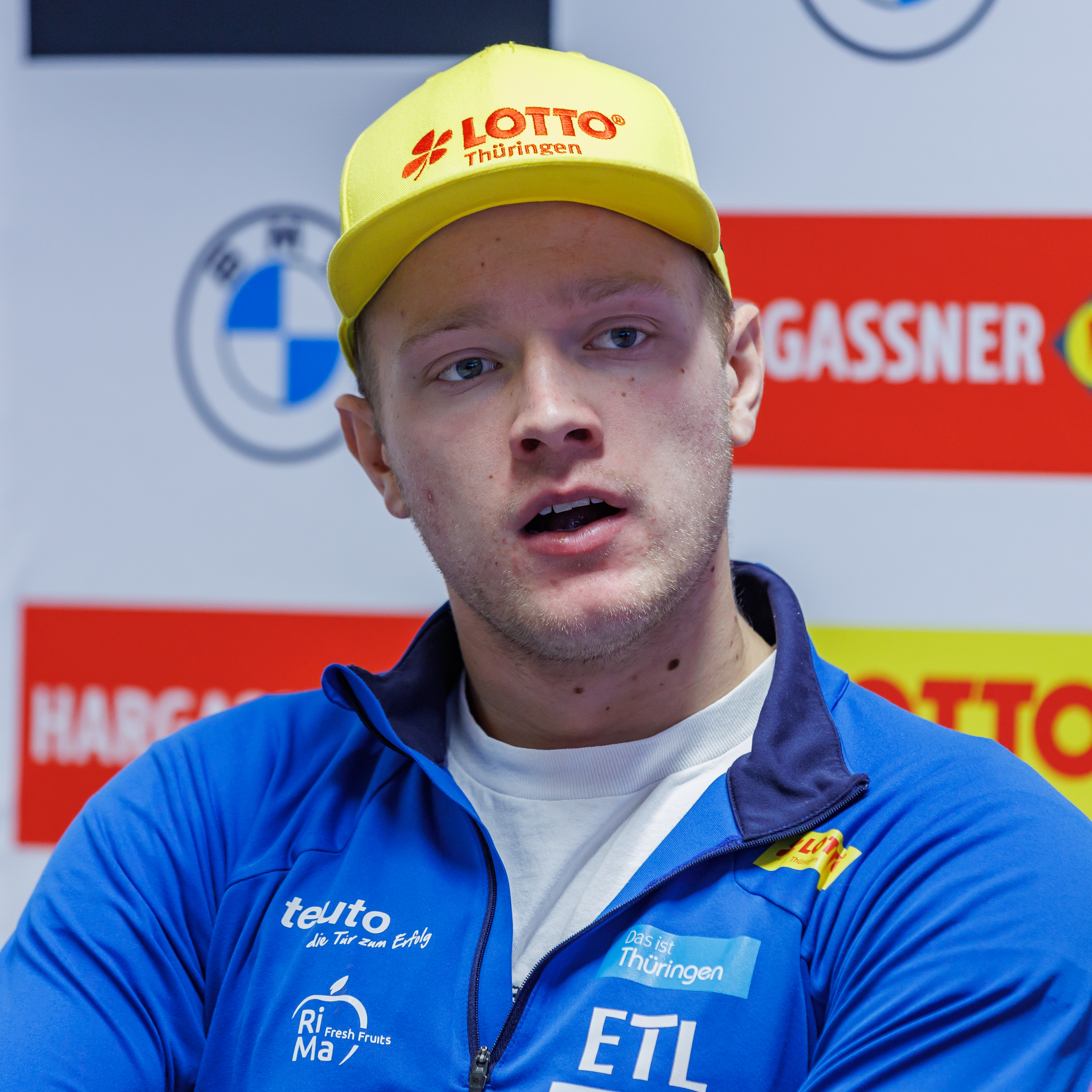
Max Langenhan, Weltmeister

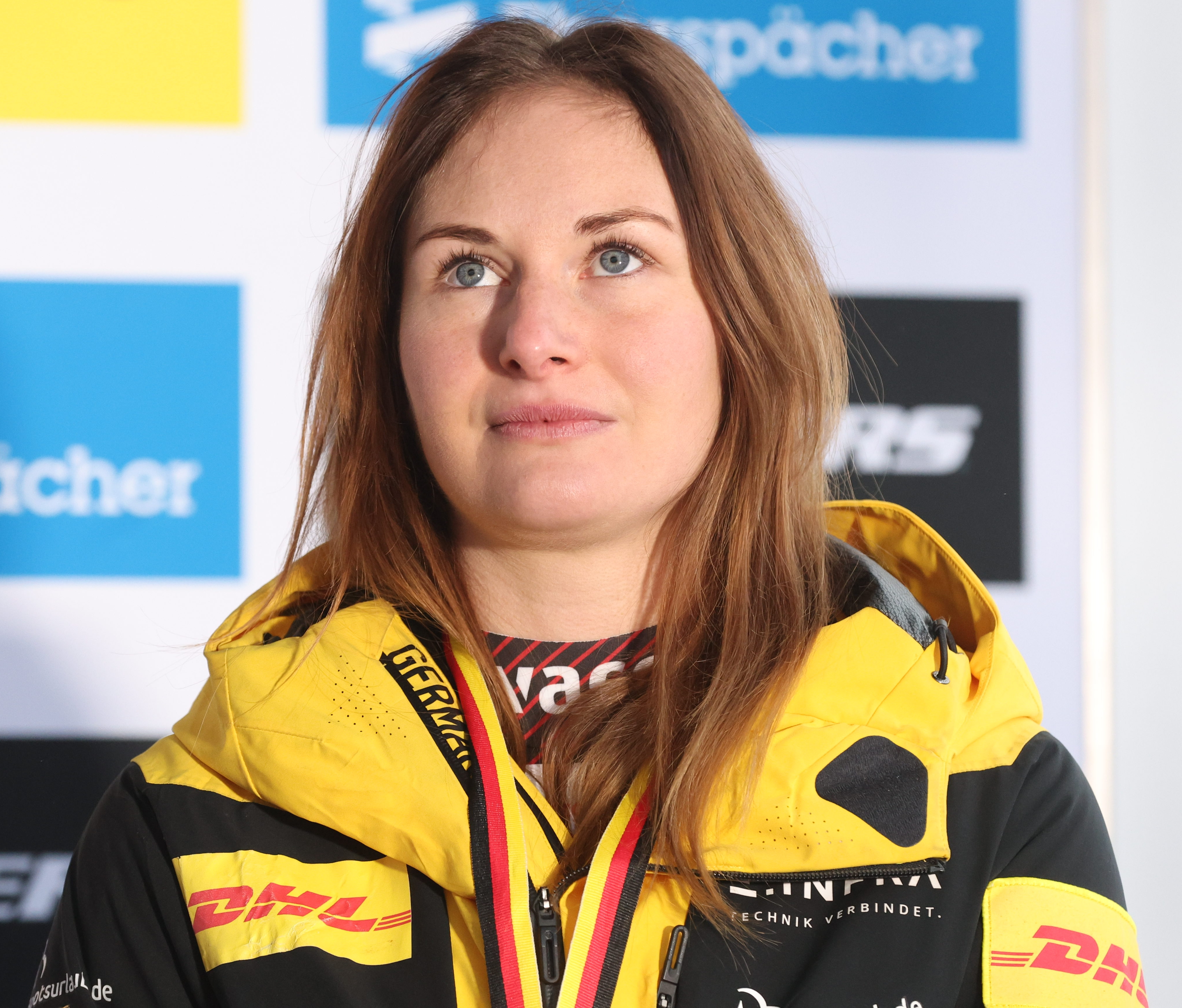
Julia Taubitz, Weltmeisterin

| Platz | Sportler                                                    | Zeit                                                |
| ----- | ----------------------------------------------------------- | --------------------------------------------------- |
| 01    | Deutschland 1Max Langenhan Julia Taubitz                    | 1:22,354 Minuten                                    |
| 02    | Vereinigte Staaten 1Jonathan Eric Gustafson Emily Sweeney   | 1:+0,095 s                                          |
| 03    | Österreich 2David Gleirscher Madeleine Egle                 | 1:+0,324 s                                          |
| 04    | Lettland 1Kristers Aparjods Elīna Ieva Bota                 | 1:+0,352 s                                          |
| 05    | Österreich 1Nico Gleirscher Lisa Schulte                    | 1:+0,419 s                                          |
| 06    | Australien / SchweizAlexander Michael Ferlazzo Natalie Maag | 1:+0,439 s                                          |
| 07    | Italien 1Dominik Fischnaller Verena Hofer                   | 1:+0,467 s                                          |
| 08    | Lettland 2Gints Bērziņš Kendija Aparjode                    | 1:+0,505 s                                          |
| 09    | Italien 2Leon Felderer Sandra Robatscher                    | 1:+0,609 s                                          |
| 10    | Vereinigte Staaten 2Tucker West Ashley Farquharson          | 1:+0,621 s                                          |
| 11    | Kanada 1Dylan Morse Trinity Ellis                           | 1:+0,914 s                                          |
| 12    | Kanada 2Theo Downey Embyr-Lee Susko                         | 1:+0,945 s                                          |
| 13    | Ukraine 1Anton Dukatsch Julianna Tunyzka                    | 1:+0,991 s                                          |
| 14    | PolenMateusz Sochowicz Klaudia Domaradzka                   | 1:+1,027 s                                          |
| 15    | Slowakei / ArgentinienJozef Ninis Verónica María Ravenna    | 1:+1,261 s                                          |
| 16    | Ukraine 2Andrij Mandsij Olena Smaha                         | 1:+1,325 s                                          |
| 17    | SchwedenSvante Kohala Tove Kohala                           | 1:+1,467 s                                          |
| 18    | RumänienValentin Crețu Ioana-Corina Buzățoiu                | 1:+1,855 s                                          |
| 19    | Finnland / SüdkoreaWalter Vikström Jung Hye-sun             | 1:+2,980 s                                          |
| DSQ   | Japan / IrlandSeiya Kobayashi Elsa Desmond                  | Seiya Kobayashi verpasste das Touchpad zur Übergabe |
| DSQ   | Deutschland 2David Nößler Merle Fräbel                      | David Nößler verpasste das Touchpad zur Übergabe    |

### Mixed Doppelsitzer

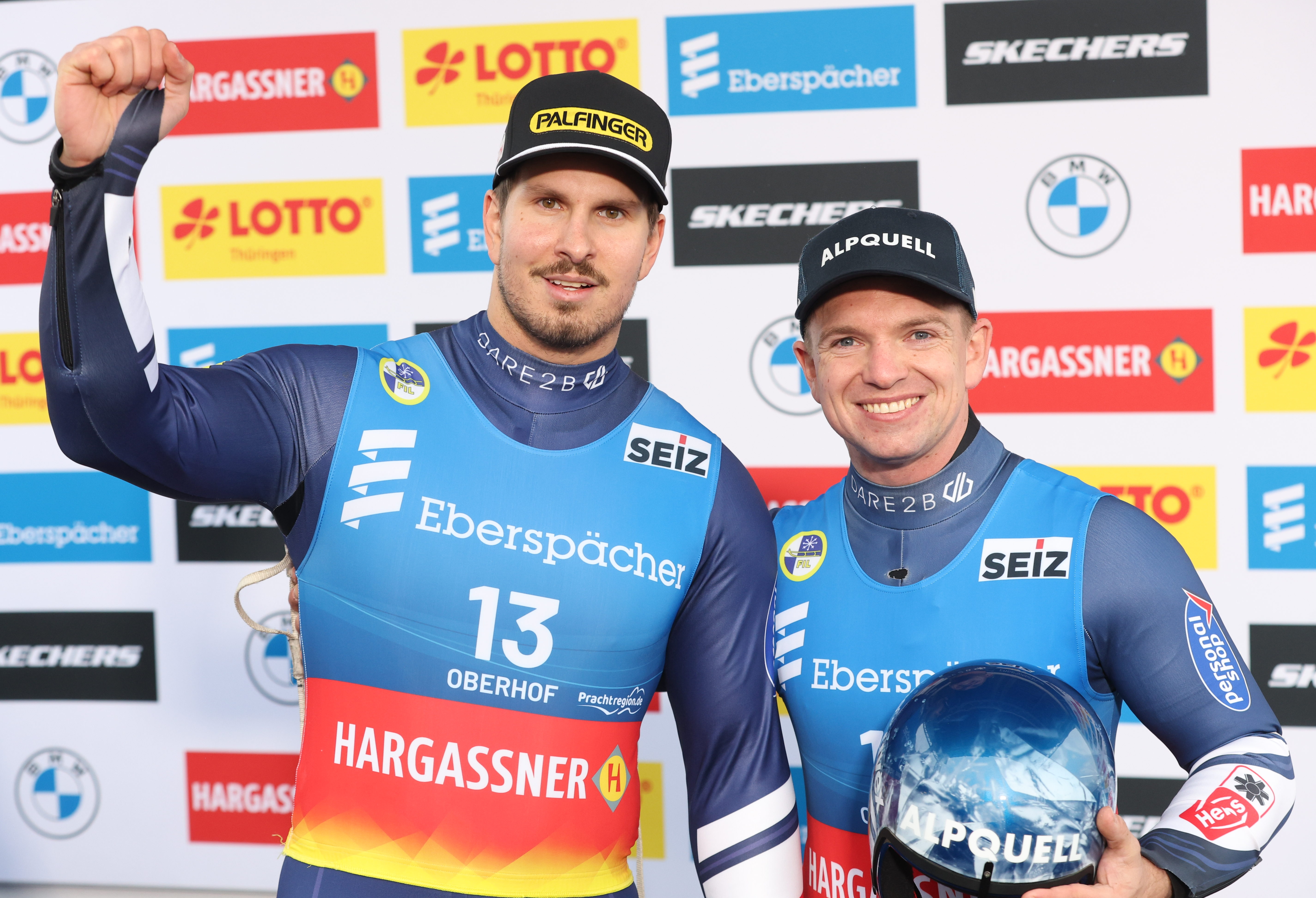
Thomas Steu und Wolfgang Kindl, Weltmeister

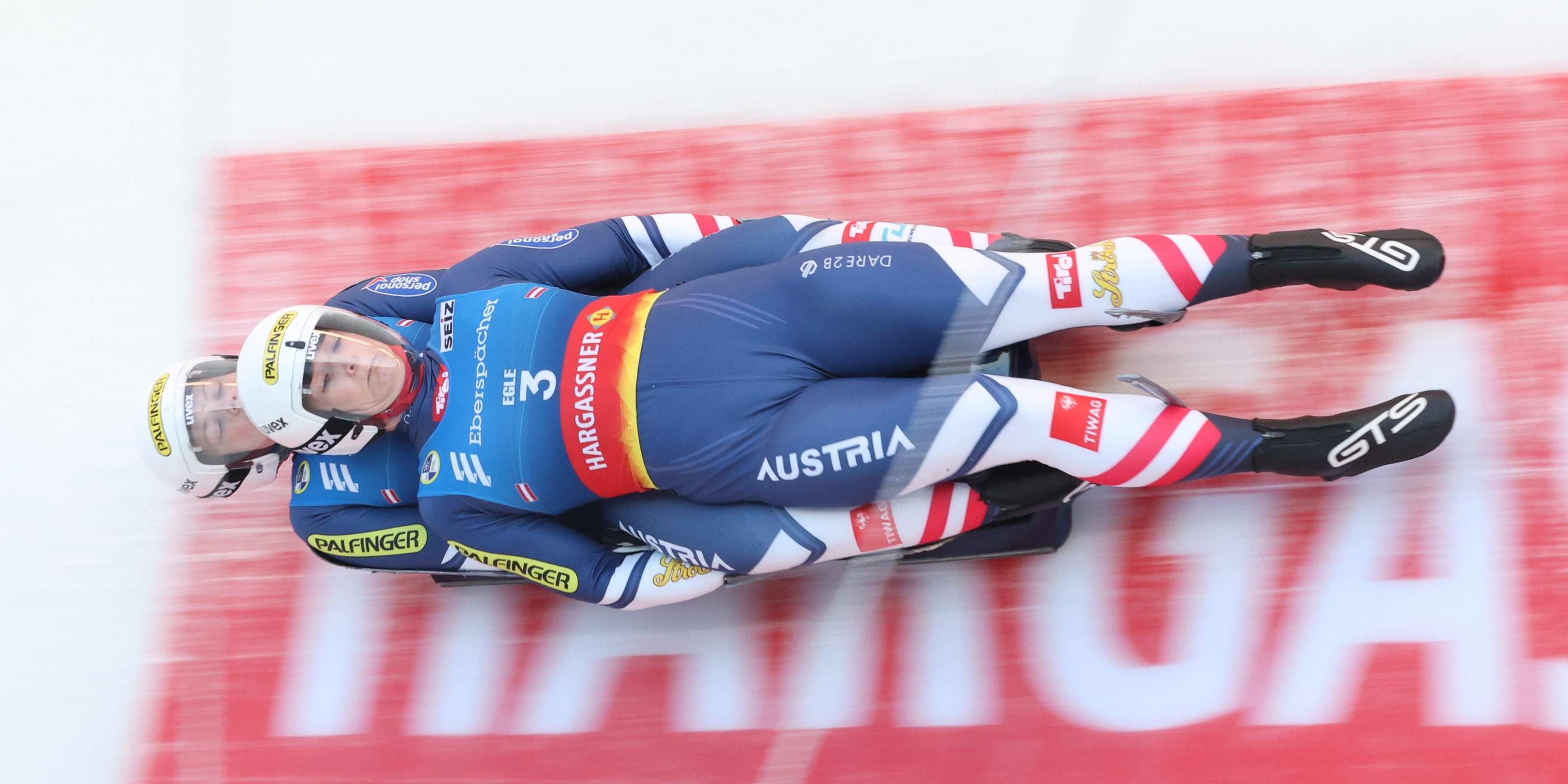
Selina Egle und Lara Kipp, Weltmeisterinnen

| Platz | Sportler                                                                                | Zeit             |
| ----- | --------------------------------------------------------------------------------------- | ---------------- |
| 01    | ÖsterreichThomas Steu / Wolfgang Kindl Selina Egle / Lara Kipp                          | 1:22,894 Minuten |
| 02    | Deutschland 1Hannes Orlamünder / Paul Gubitz Dajana Eitberger / Magdalena Matschina     | 1:+0,018 s       |
| 03    | Deutschland 2Tobias Wendl / Tobias Arlt Jessica Degenhardt / Cheyenne Rosenthal         | 1:+0,097 s       |
| 04    | Vereinigte Staaten 2Zachary DiGregorio / Sean Hollander Chevonne Forgan / Sophia Kirkby | 1:+0,165 s       |
| 05    | ItalienIvan Nagler / Fabian Malleier Andrea Vötter / Marion Oberhofer                   | 1:+0,233 s       |
| 06    | Lettland 1Mārtiņš Bots / Roberts Plūme Marta Robežniece / Kitija Bogdanova              | 1:+0,302 s       |
| 07    | Lettland 2Eduards Ševics-Mikeļševics / Lūkass Krasts Anda Upīte / Zane Kaluma           | 1:+0,650 s       |
| 08    | KanadaDevin Wardrope / Cole Anthony Zajanski Beattie Podulsky / Kailey Allan            | 1:+1,029 s       |
| 09    | PolenWojciech Chmielewski / Jakub Kowalewski Nikola Domowicz / Dominika Piwkowska       | 1:+1,528 s       |
| 10    | UkraineIhor Hoj / Nasarij Katschmar Olena Stezkiw / Oleksandra Moch                     | 1:+1,984 s       |
| 11    | RumänienMarian Gîtlan / Darius Șerban Raluca Strămăturaru / Mihaela-Carmen Manolescu    | 1:+2,134 s       |
| 12    | Vereinigte Staaten 1Marcus Mueller / Ansel Haugsjaa Maya Chan / Sophia Gordon           | 1:+2,213 s       |

### Einsitzer der Frauen

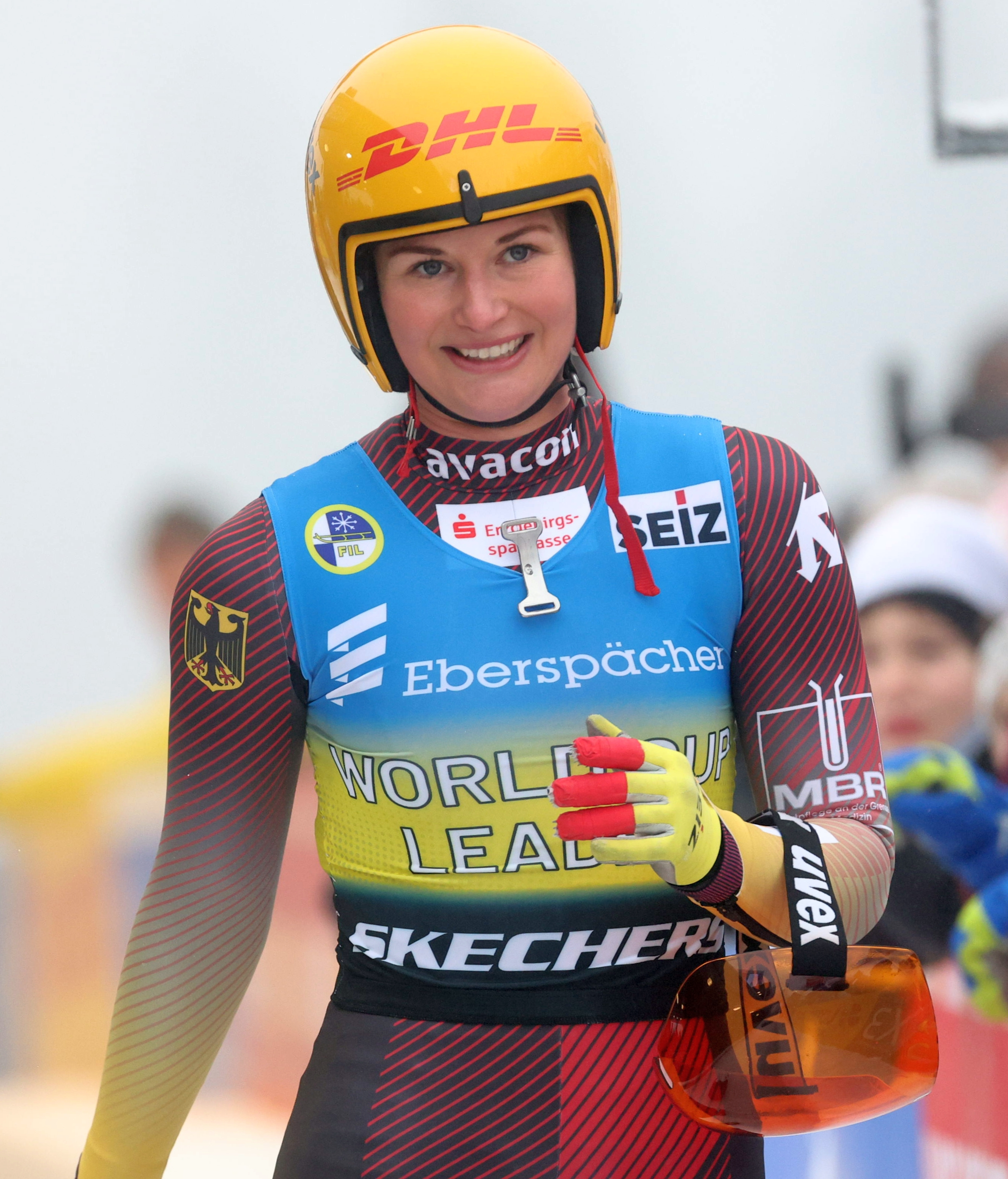
Julia Taubitz, Weltmeisterin

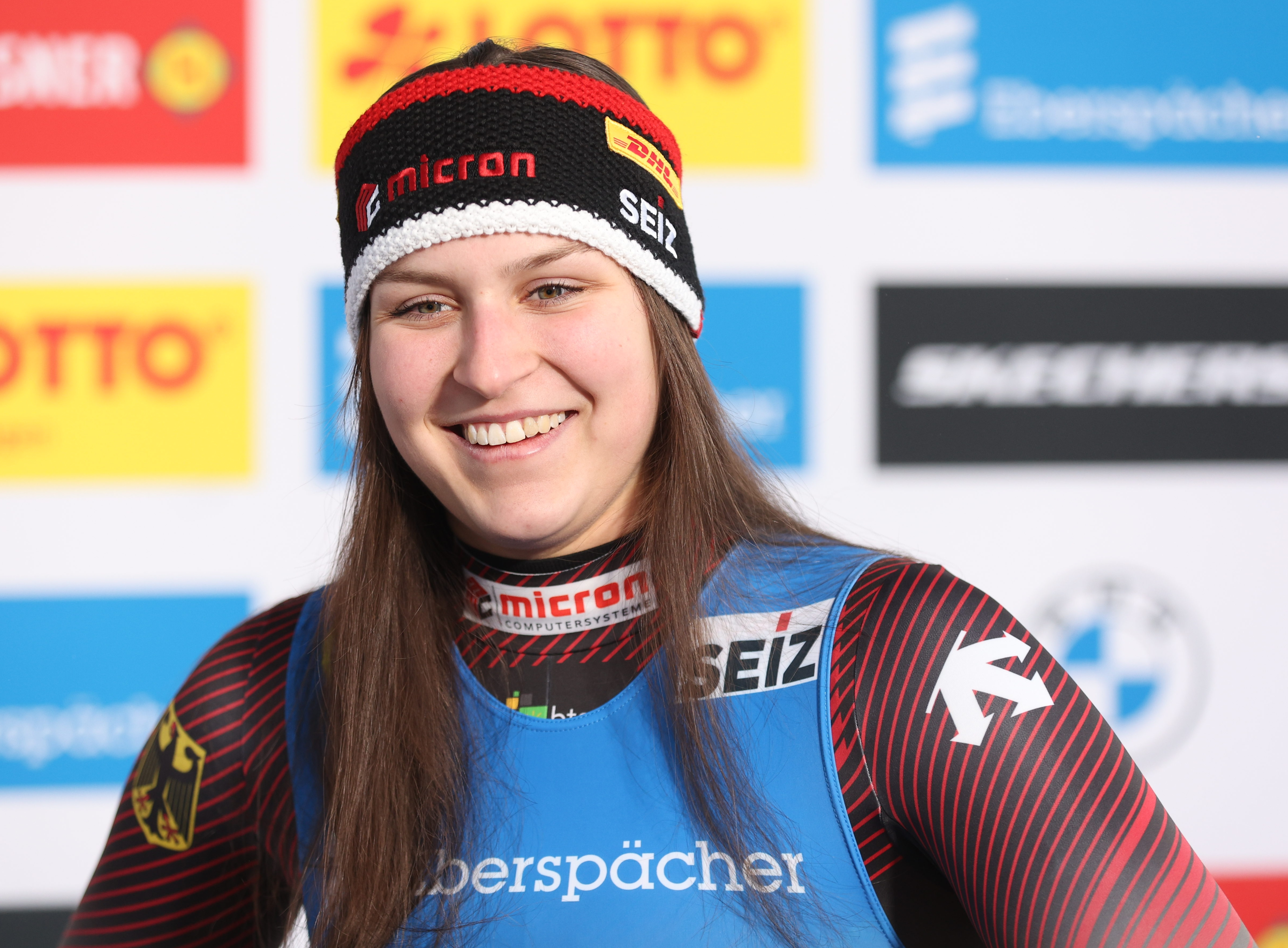
Merle Fräbel, U23-Weltmeisterin

| Platz | Sportlerin                  | 1. Lauf  | 2. Lauf                                  | Zeit                                     |
| ----- | --------------------------- | -------- | ---------------------------------------- | ---------------------------------------- |
| 01    | Julia Taubitz               | 38,601 s | 38,605 s                                 | 1:17,206 Minuten                         |
| 02    | Merle Fräbel (U23)          | 38,619 s | 38,628 s                                 | 1:+0,041 s                               |
| 03    | Emily Sweeney               | 38,594 s | 38,655 s                                 | 1:+0,043 s                               |
| 04    | Embyr-Lee Susko (U23)       | 38,683 s | 38,634 s                                 | 1:+0,081 s                               |
| 05    | Natalie Maag                | 38,716 s | 38,636 s                                 | 1:+0,143 s                               |
| 06    | Ashley Farquharson          | 38,683 s | 38,670 s                                 | 1:+0,147 s                               |
| 07    | Madeleine Egle              | 38,688 s | 38,712 s                                 | 1:+0,194 s                               |
| 08    | Kendija Aparjode            | 38,716 s | 38,733 s                                 | 1:+0,243 s                               |
| 09    | Elīna Ieva Bota             | 38,741 s | 38,724 s                                 | 1:+0,259 s                               |
| 10    | Summer Britcher             | 38,790 s | 38,676 s                                 | 1:+0,260 s                               |
| 11    | Anna Berreiter              | 38,774 s | 38,790 s                                 | 1:+0,358 s                               |
| 12    | Lisa Schulte                | 38,768 s | 38,817 s                                 | 1:+0,379 s                               |
| 13    | Trinity Ellis (U23)         | 38,884 s | 38,769 s                                 | 1:+0,447 s                               |
| 14    | Hannah Prock                | 38,819 s | 38,837 s                                 | 1:+0,450 s                               |
| 15    | Sandra Robatscher           | 38,834 s | 38,855 s                                 | 1:+0,483 s                               |
| 16    | Caitlin Nash (U23)          | 38,865 s | 38,890 s                                 | 1:+0,549 s                               |
| 17    | Verena Hofer                | 38,896 s | 38,894 s                                 | 1:+0,584 s                               |
| 18    | Barbara Allmaier (U23)      | 38,942 s | 38,894 s                                 | 1:+0,630 s                               |
| 19    | Melina Fischer (U23)        | 38,970 s | 38,876 s                                 | 1:+0,640 s                               |
| 20    | Verónica María Ravenna      | 39,037 s | 39,044 s                                 | 1:+0,875 s                               |
| 21    | Nina Zöggeler               | 39,043 s | Nicht für den zweiten Lauf qualifiziert. | Nicht für den zweiten Lauf qualifiziert. |
| 22    | Emma Erickson (U23)         | 39,198 s | Nicht für den zweiten Lauf qualifiziert. | Nicht für den zweiten Lauf qualifiziert. |
| 23    | Tove Kohala                 | 39,203 s | Nicht für den zweiten Lauf qualifiziert. | Nicht für den zweiten Lauf qualifiziert. |
| 24    | Julianna Tunyzka (U23)      | 39,236 s | Nicht für den zweiten Lauf qualifiziert. | Nicht für den zweiten Lauf qualifiziert. |
| 25    | Carolyn Maxwell             | 39,238 s | Nicht für den zweiten Lauf qualifiziert. | Nicht für den zweiten Lauf qualifiziert. |
| 26    | Ioana-Corina Buzățoiu (U23) | 39,261 s | Nicht für den zweiten Lauf qualifiziert. | Nicht für den zweiten Lauf qualifiziert. |
| 27    | Jung Hye-sun                | 39,413 s | Nicht für den zweiten Lauf qualifiziert. | Nicht für den zweiten Lauf qualifiziert. |
| 28    | Shin Yu-bin (U23)           | 39,451 s | Nicht für den zweiten Lauf qualifiziert. | Nicht für den zweiten Lauf qualifiziert. |
| 29    | Olena Smaha                 | 39,529 s | Nicht für den zweiten Lauf qualifiziert. | Nicht für den zweiten Lauf qualifiziert. |
| 30    | Elsa Desmond                | 39,969 s | Nicht für den zweiten Lauf qualifiziert. | Nicht für den zweiten Lauf qualifiziert. |
| 31    | Klaudia Domaradzka          | 40,100 s | Nicht für den zweiten Lauf qualifiziert. | Nicht für den zweiten Lauf qualifiziert. |

### Einsitzer der Männer

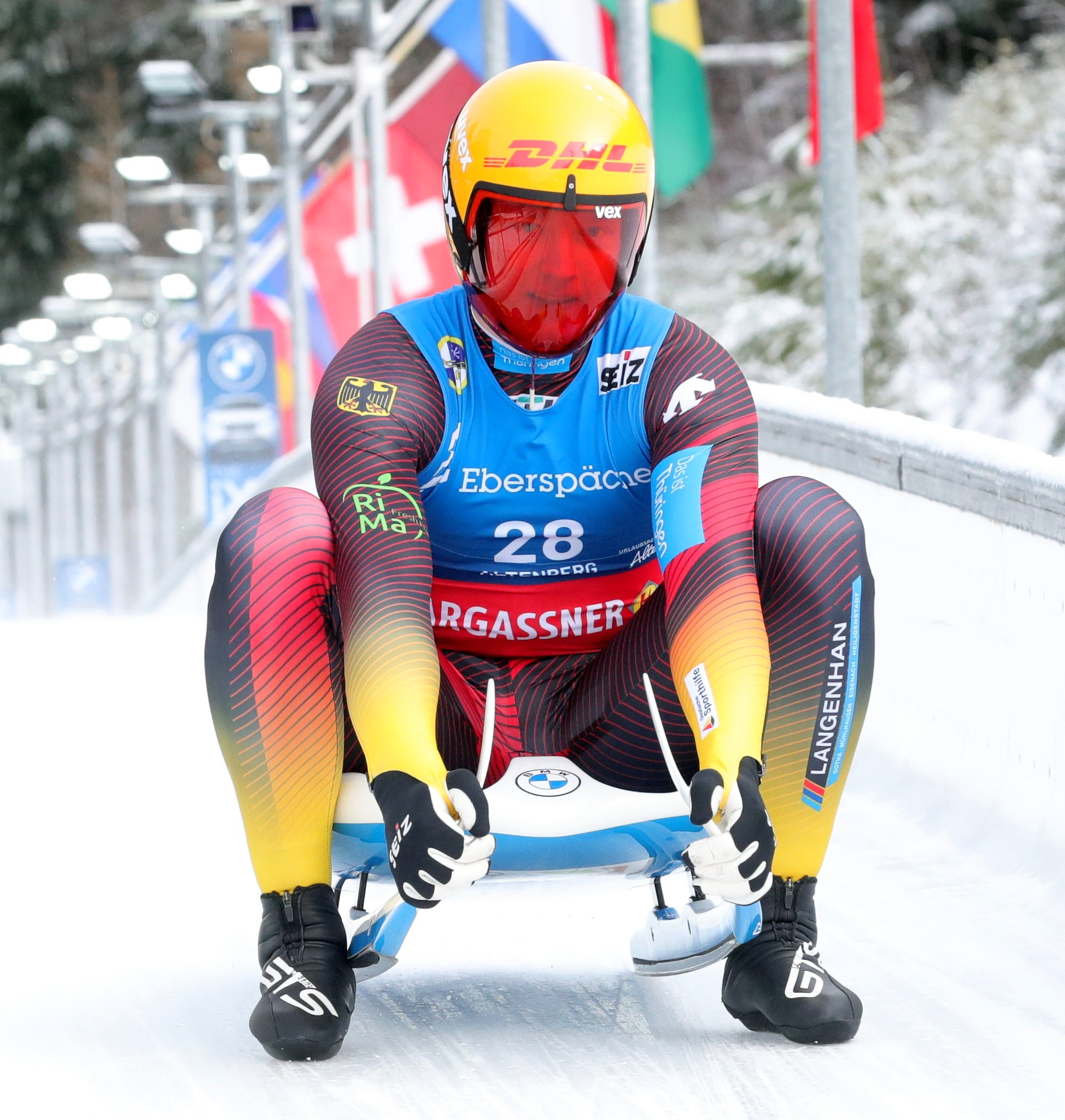
Max Langenhan, Weltmeister

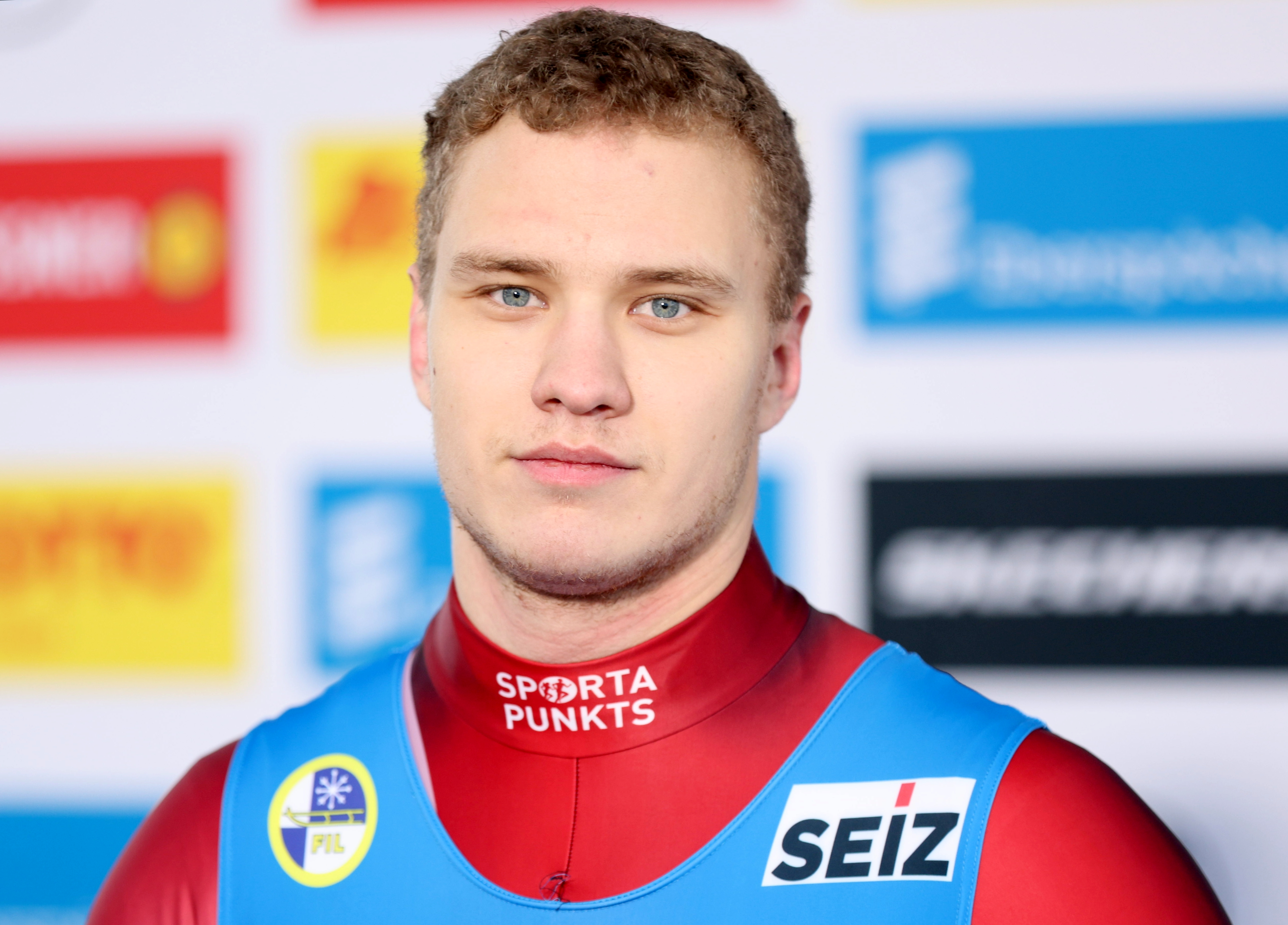
Gints Bērziņš, U23-Weltmeister

| Platz | Sportler                   | 1. Lauf  | 2. Lauf                                  | Zeit                                     |
| ----- | -------------------------- | -------- | ---------------------------------------- | ---------------------------------------- |
| 01    | Max Langenhan              | 50,024 s | 49,898 s                                 | 1:39,922 Minuten                         |
| 02    | Felix Loch                 | 50,148 s | 49,909 s                                 | 1:+0,135 s                               |
| 03    | Nico Gleirscher            | 50,086 s | 50,058 s                                 | 1:+0,222 s                               |
| 04    | Dominik Fischnaller        | 50,255 s | 50,087 s                                 | 1:+0,420 s                               |
| 05    | Jonas Müller               | 50,202 s | 50,248 s                                 | 1:+0,528 s                               |
| 06    | Kristers Aparjods          | 50,397 s | 50,101 s                                 | 1:+0,576 s                               |
| 07    | Gints Bērziņš (U23)        | 50,324 s | 50,179 s                                 | 1:+0,581 s                               |
| 08    | Jonathan Eric Gustafson    | 50,382 s | 50,159 s                                 | 1:+0,619 s                               |
| 09    | David Gleirscher           | 50,356 s | 50,226 s                                 | 1:+0,660 s                               |
| 10    | Wolfgang Kindl             | 50,373 s | 50,234 s                                 | 1:+0,685 s                               |
| 11    | Alexander Michael Ferlazzo | 50,406 s | 50,260 s                                 | 1:+0,744 s                               |
| 12    | Tucker West                | 50,508 s | 50,391 s                                 | 1:+0,977 s                               |
| 13    | Timon Grancagnolo (U23)    | 50,529 s | 50,423 s                                 | 1:+1,030 s                               |
| 14    | Andrij Mandsij             | 50,602 s | 50,512 s                                 | 1:+1,192 s                               |
| 15    | Mateusz Sochowicz          | 50,594 s | 50,657 s                                 | 1:+1,329 s                               |
| 16    | Anton Dukatsch             | 50,512 s | 50,740 s                                 | 1:+1,330 s                               |
| 17    | David Nößler               | 50,631 s | 50,638 s                                 | 1:+1,347 s                               |
| 18    | Kaspars Rinks (U23)        | 50,621 s | 50,696 s                                 | 1:+1,395 s                               |
| 19    | Leon Felderer              | 50,673 s | 50,809 s                                 | 1:+1,560 s                               |
| 20    | Jozef Ninis                | 50,686 s | 50,813 s                                 | 1:+1,577 s                               |
| 21    | Alex Gufler (U23)          | 50,757 s | Nicht für den zweiten Lauf qualifiziert. | Nicht für den zweiten Lauf qualifiziert. |
| 22    | Theo Downey (U23)          | 50,815 s | Nicht für den zweiten Lauf qualifiziert. | Nicht für den zweiten Lauf qualifiziert. |
| 23    | Seiya Kobayashi            | 50,891 s | Nicht für den zweiten Lauf qualifiziert. | Nicht für den zweiten Lauf qualifiziert. |
| 24    | Marián Skupek              | 50,932 s | Nicht für den zweiten Lauf qualifiziert. | Nicht für den zweiten Lauf qualifiziert. |
| 25    | Svante Kohala              | 50,940 s | Nicht für den zweiten Lauf qualifiziert. | Nicht für den zweiten Lauf qualifiziert. |
| 26    | Dylan Morse (U23)          | 50,941 s | Nicht für den zweiten Lauf qualifiziert. | Nicht für den zweiten Lauf qualifiziert. |
| 27    | Valentin Crețu             | 51,002 s | Nicht für den zweiten Lauf qualifiziert. | Nicht für den zweiten Lauf qualifiziert. |
| 28    | Bastian van Wouw (U23)     | 51,236 s | Nicht für den zweiten Lauf qualifiziert. | Nicht für den zweiten Lauf qualifiziert. |
| 29    | Eduard-Mihai Crăciun       | 51,566 s | Nicht für den zweiten Lauf qualifiziert. | Nicht für den zweiten Lauf qualifiziert. |
| 30    | Walter Vikström            | 53,197 s | Nicht für den zweiten Lauf qualifiziert. | Nicht für den zweiten Lauf qualifiziert. |

### Doppelsitzer der Frauen

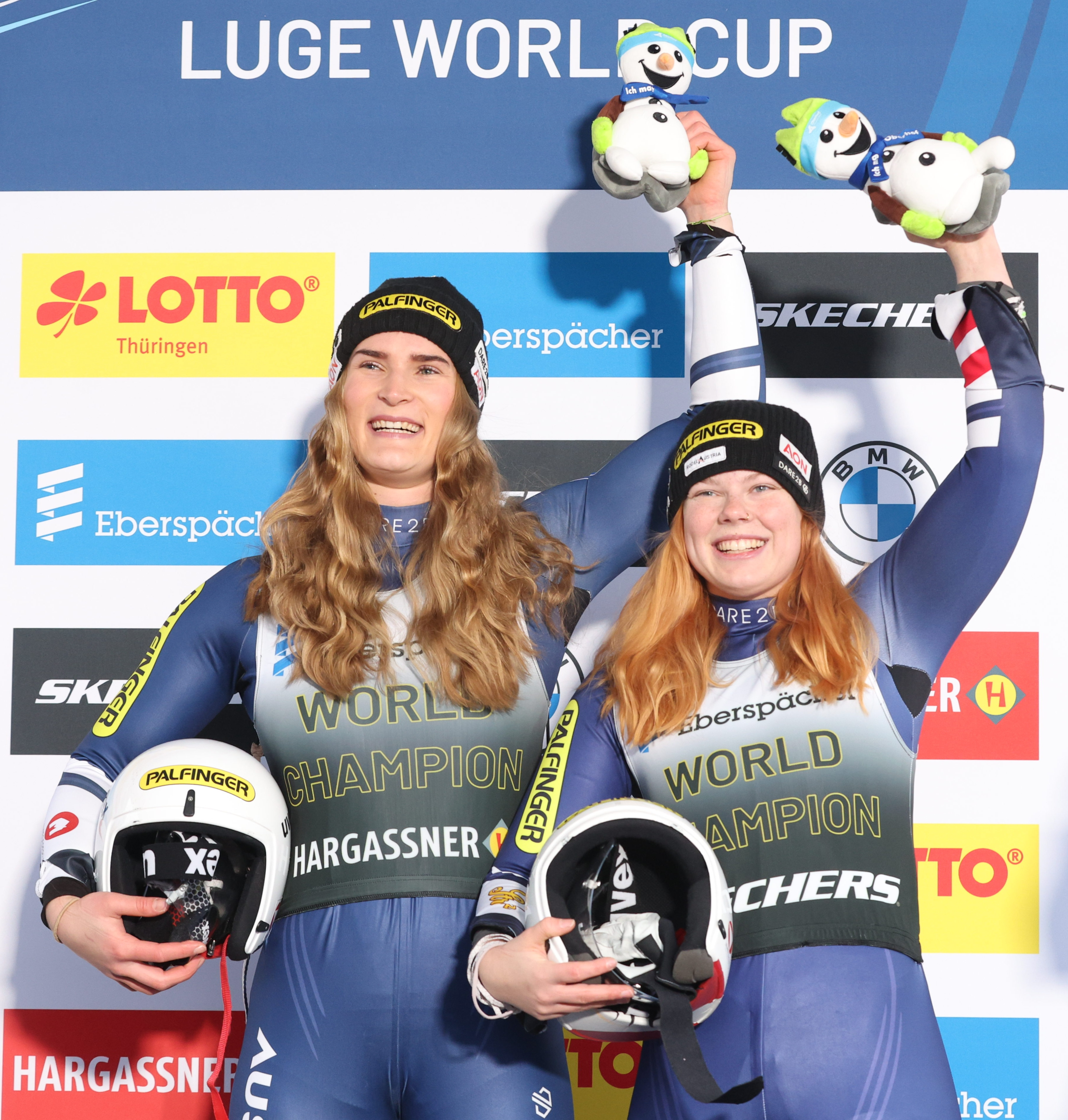
Selina Egle und Lara Kipp, Weltmeisterinnen und U23-Weltmeisterinnen

| Platz | Sportler                                       | 1. Lauf  | 2. Lauf  | Zeit             |
| ----- | ---------------------------------------------- | -------- | -------- | ---------------- |
| 01    | Selina Egle / Lara Kipp (U23)                  | 38,858 s | 38,866 s | 1:17,724 Minuten |
| 02    | Jessica Degenhardt / Cheyenne Rosenthal        | 38,947 s | 38,806 s | 1:+0,029 s       |
| 03    | Dajana Eitberger / Magdalena Matschina         | 38,927 s | 38,857 s | 1:+0,060 s       |
| 04    | Andrea Vötter / Marion Oberhofer               | 38,967 s | 38,930 s | 1:+0,173 s       |
| 05    | Chevonne Forgan / Sophia Kirkby                | 39,023 s | 38,945 s | 1:+0,244 s       |
| 06    | Marta Robežniece / Kitija Bogdanova (U23)      | 38,993 s | 39,088 s | 1:+0,357 s       |
| 07    | Anda Upīte / Zane Kaluma                       | 39,104 s | 39,029 s | 1:+0,409 s       |
| 08    | Beattie Podulsky / Kailey Allan (U23)          | 39,143 s | 39,265 s | 1:+0,684 s       |
| 09    | Raluca Strămăturaru / Mihaela-Carmen Manolescu | 39,577 s | 39,574 s | 1:+1,427 s       |
| 10    | Olena Stezkiw / Oleksandra Moch                | 39,801 s | 39,980 s | 1:+1,593 s       |
| 11    | Nikola Domowicz / Dominika Piwkowska (U23)     | 39,811 s | 38,506 s | 1:+2,057 s       |
| DNF   | Maya Chan / Sophia Gordon (U23)                | DNF      |          |                  |

### Doppelsitzer der Männer

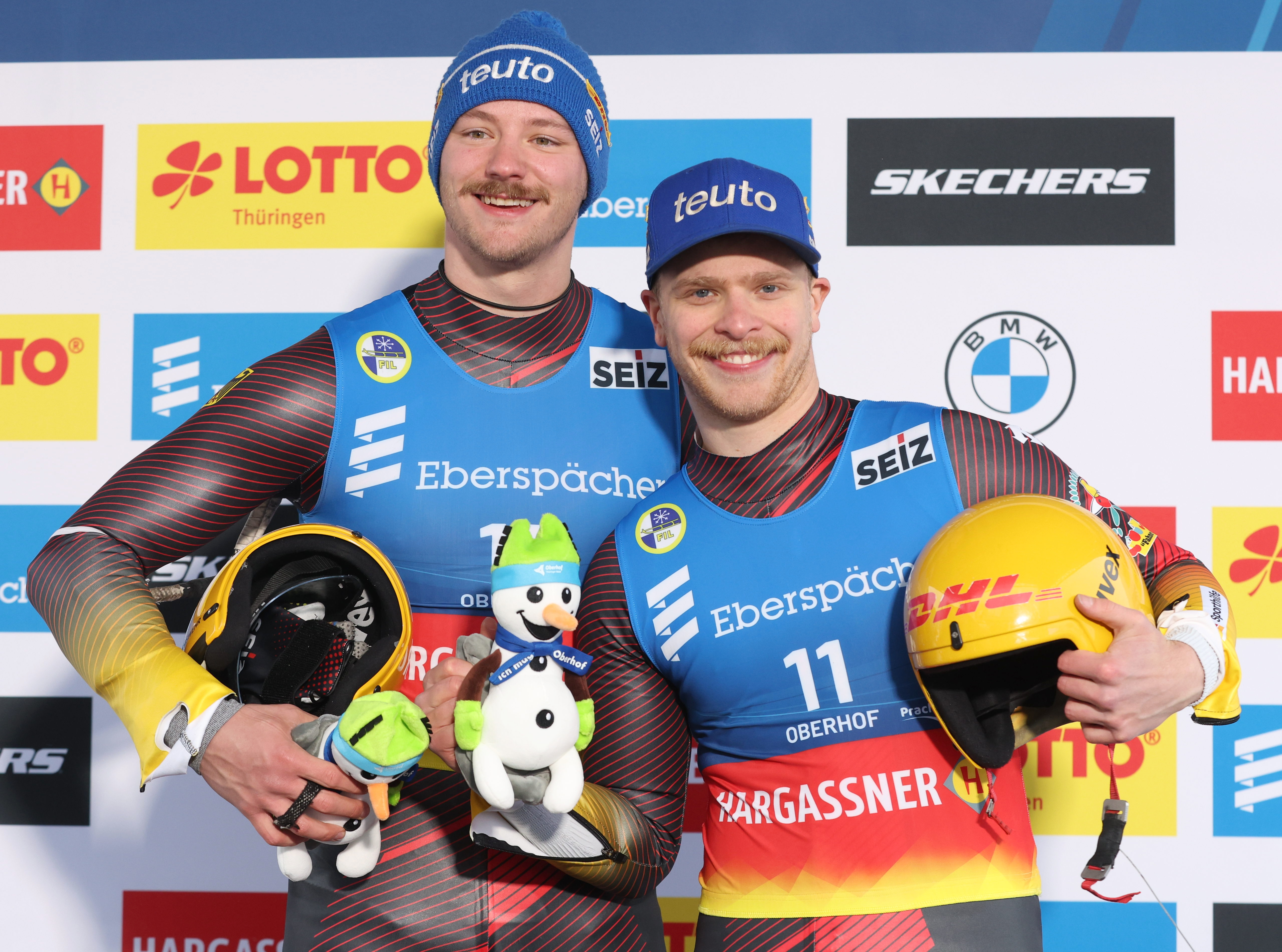
Hannes Orlamünder und Paul Gubitz, Weltmeister

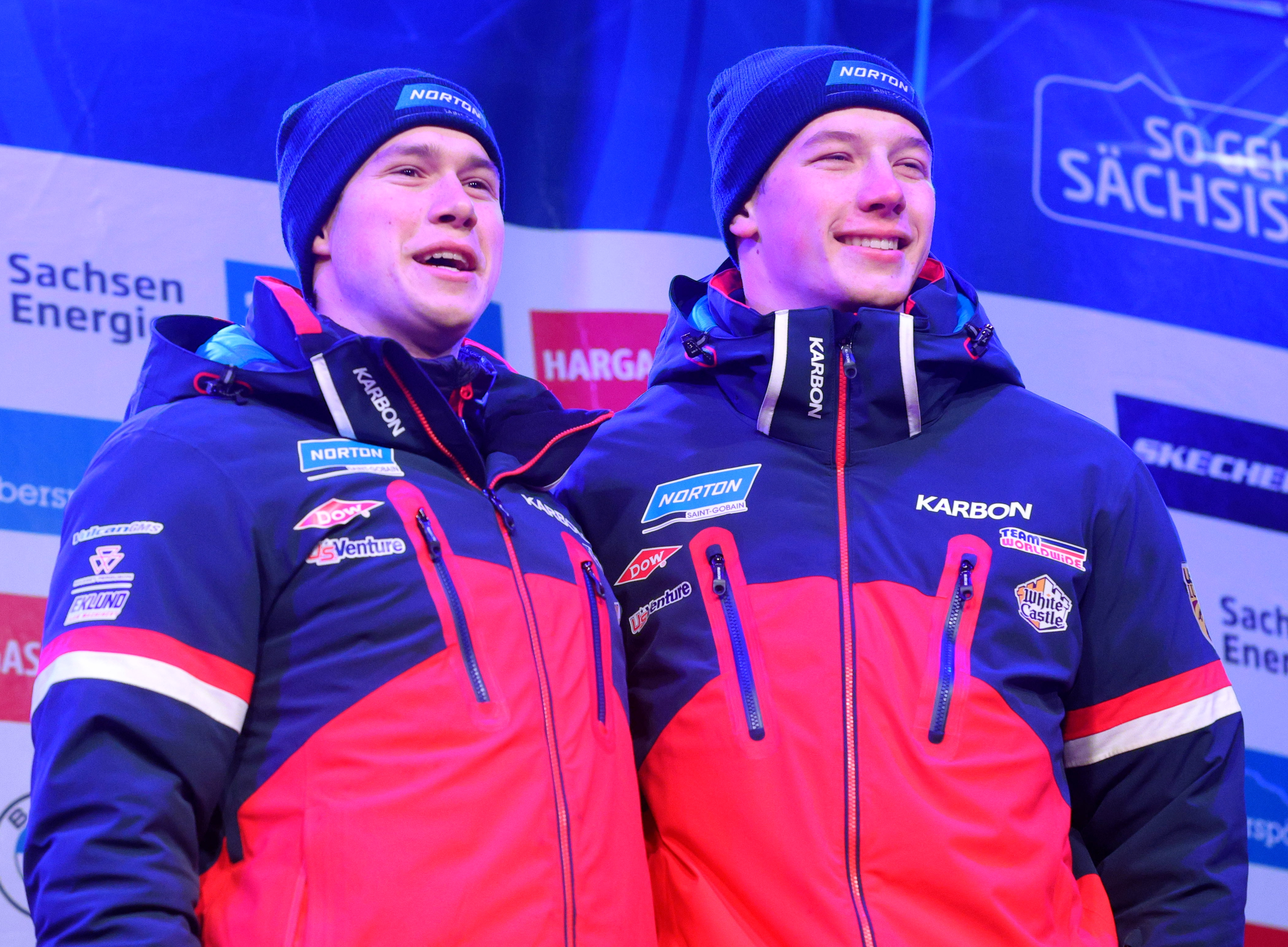
Ansel Haugsjaa und Marcus Mueller, U23-Weltmeister

| Platz | Sportler                                   | 1. Lauf  | 2. Lauf  | Zeit             |
| ----- | ------------------------------------------ | -------- | -------- | ---------------- |
| 01    | Hannes Orlamünder / Paul Gubitz            | 38,268 s | 38,270 s | 1:16,538 Minuten |
| 02    | Mārtiņš Bots / Roberts Plūme               | 38,357 s | 38,283 s | 1:+0,102 s       |
| 03    | Tobias Wendl / Tobias Arlt                 | 38,314 s | 38,357 s | 1:+0,133 s       |
| 04    | Thomas Steu / Wolfgang Kindl               | 38,348 s | 38,346 s | 1:+0,156 s       |
| 05    | Toni Eggert / Florian Müller               | 38,466 s | 38,355 s | 1:+0,283 s       |
| 06    | Yannick Müller / Armin Frauscher           | 38,502 s | 38,400 s | 1:+0,310 s       |
| 07    | Marcus Mueller / Ansel Haugsjaa (U23)      | 38,392 s | 38,464 s | 1:+0,318 s       |
| 08    | Ivan Nagler / Fabian Malleier              | 38,547 s | 38,369 s | 1:+0,378 s       |
| 09    | Juri Gatt / Riccardo Schöpf                | 38,502 s | 38,492 s | 1:+0,456 s       |
| 10    | Zachary DiGregorio / Sean Hollander        | 38,553 s | 38,501 s | 1:+0,516 s       |
| 11    | Eduards Ševics-Mikeļševics / Lūkass Krasts | 38,469 s | 38,626 s | 1:+0,557 s       |
| 12    | Devin Wardrope / Cole Anthony Zajanski     | 38,639 s | 38,659 s | 1:+0,760 s       |
| 13    | Wojciech Chmielewski / Jakub Kowalewski    | 38,680 s | 38,632 s | 1:+0,774 s       |
| 14    | Emanuel Rieder / Simon Kainzwaldner        | 38,820 s | 38,679 s | 1:+0,961 s       |
| 15    | Tomáš Vaverčák / Matej Zmij                | 38,823 s | 39,061 s | 1:+1,346 s       |
| 16    | Marian Gîtlan / Darius Șerban              | 39,209 s | 39,154 s | 1:+1,825 s       |
| 17    | Ihor Hoj / Nasarij Katschmar               | 39,757 s | 39,183 s | 1:+2,402 s       |
| 18    | Tudor-Ștefan Handaric / Sebastian Motzca   | 39,575 s | 39,855 s | 1:+2,892 s       |

### Teamstaffel
| Platz | Sportler | Zeit                           |
| ----- | --- | ------------------------------ |
| 1     | DeutschlandJulia Taubitz Hannes Orlamünder / Paul Gubitz Max Langenhan Jessica Degenhardt / Cheyenne Rosenthal            | 2:50,361 Minuten               |
| 2     | ÖsterreichMadeleine Egle Thomas Steu / Wolfgang Kindl Nico Gleirscher Selina Egle / Lara Kipp                             | 1:+0,131 s                     |
| 3     | KanadaEmbyr-Lee Susko Devin Wardrope / Cole Anthony Zajanski Theo Downey Beattie Podulsky / Kailey Allan                  | 1:+1,280 s                     |
| 4     | Vereinigte StaatenEmily Sweeney Marcus Mueller / Ansel Haugsjaa Jonathan Eric Gustafson Chevonne Forgan / Sophia Kirkby   | 1:+1,593 s                     |
| 5     | PolenKlaudia Domaradzka Wojciech Chmielewski / Jakub Kowalewski Mateusz Sochowicz Nikola Domowicz / Dominika Piwkowska    | 1:+1,736 s                     |
| 6     | UkraineJulianna Tunyzka Ihor Hoj / Nasarij Katschmar Andrij Mandsij Olena Stezkiw / Oleksandra Moch                       | 1:+2,764 s                     |
| 7     | RumänienIoana-Corina Buzățoiu Marian Gîtlan / Darius Șerban Valentin Crețu Raluca Strămăturaru / Mihaela-Carmen Manolescu | 1:+2,887 s                     |
| DNF   | LettlandKendija Aparjode Mārtiņš Bots / Roberts Plūme Kristers Aparjods Marta Robežniece / Kitija Bogdanova               | Sturz von Robežniece/Bogdanova |
| DSQ   | ItalienSandra Robatscher Ivan Nagler / Fabian Malleier Dominik Fischnaller Andrea Vötter / Marion Oberhofer               | Fehlstart von Nagler/Malleier  |

## Medaillenspiegel
| Platz  | Land               |   |   |   |    |
| ------ | ------------------ | - | - | - | -- |
| 1      | Deutschland        | 5 | 4 | 3 | 12 |
| 2      | Österreich         | 2 | 1 | 2 | 5  |
| 3      | Vereinigte Staaten | 0 | 1 | 1 | 2  |
| 4      | Lettland           | 0 | 1 | 0 | 1  |
| 5      | Kanada             | 0 | 0 | 1 | 1  |
| Gesamt | Gesamt             | 7 | 7 | 7 | 21 |

Für die Rennen in der klassischen Disziplin (Einsitzer der Frauen und Männer sowie Doppelsitzer der Frauen und Männer) wurde zudem eine U23-Weltmeisterschaftswertung durchgeführt. Beim Doppelsitzer der Männer trat nur ein Doppelsitzerpaar in der U23-Wertung an.
| Platz  | Land               |   |   |   |    |
| ------ | ------------------ | - | - | - | -- |
| 1      | Lettland           | 1 | 1 | 1 | 3  |
| 2      | Deutschland        | 1 | 1 | 0 | 2  |
| 3      | Vereinigte Staaten | 1 | 0 | 0 | 1  |
| 3      | Österreich         | 1 | 0 | 0 | 1  |
| 5      | Kanada             | 0 | 1 | 2 | 3  |
| Gesamt | Gesamt             | 4 | 3 | 3 | 10 |